# Roças de Sao Tomé-et-Principe
Pour les articles homonymes, voir Rocas.

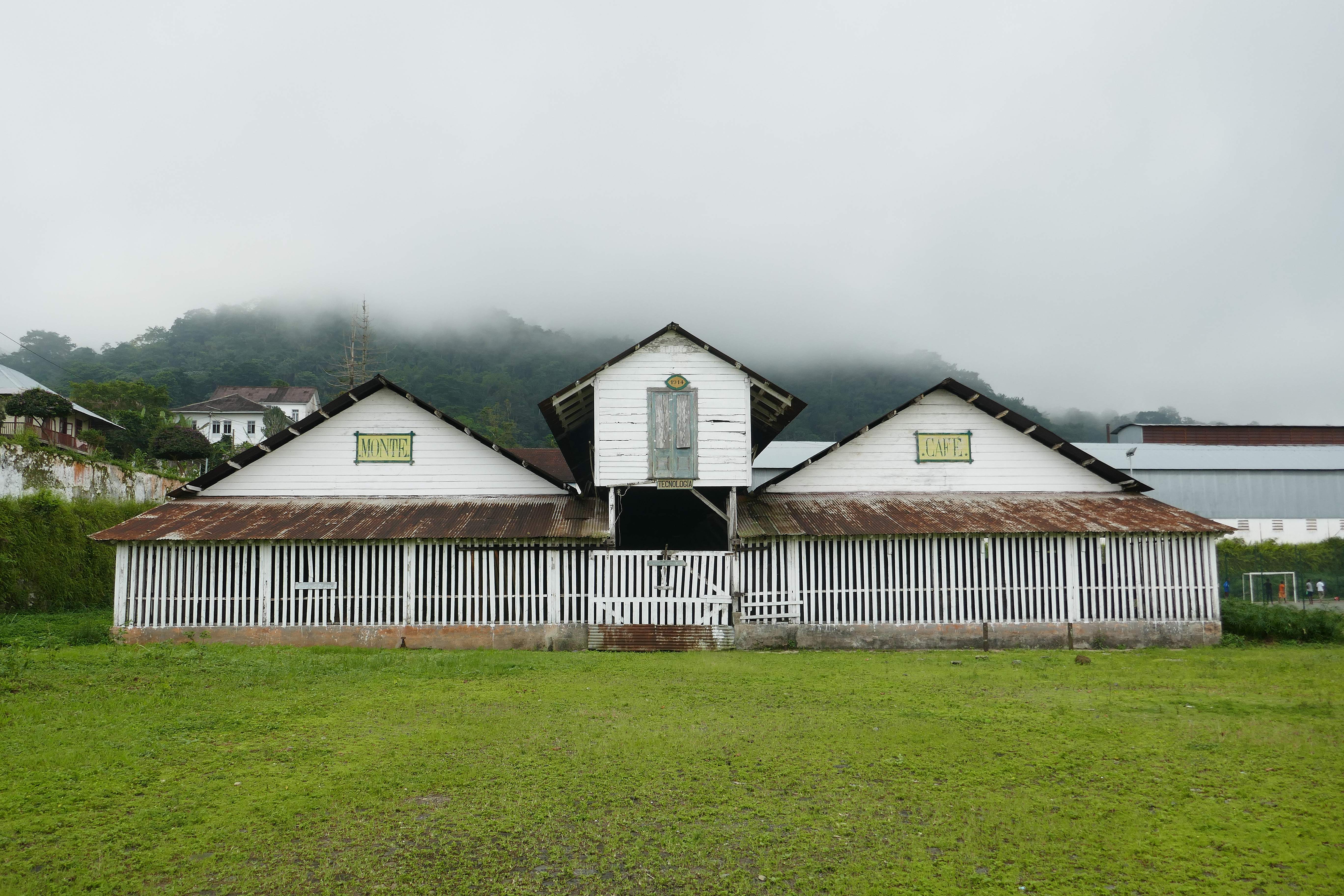
Anciens séchoirs de la roça Monte Café (1914).

En première approche, les roças de Sao Tomé-et-Principe sont des structures d'exploitation du café et du cacao dans l'archipel de Sao Tomé et Principe (golfe de Guinée) à l'ère coloniale portugaise, entre le milieu du XIXe siècle et 1975 – date de l'accession du pays à l'indépendance. Cependant, en fonction du contexte et du champ disciplinaire, le terme roça peut recouvrir des notions assez différentes quoique liées, telles que : entreprise agricole, propriété terrienne, économie de plantation fondée sur la servitude, patrimoine architectural à sauvegarder, voire infrastructure hôtelière.
La fin des cycles du café et du cacao, l'indépendance du pays, le régime politique d'idéologie marxiste qui lui succéda puis la redistribution des terres, ont eu raison de ce modèle unique, et, au XXIe siècle, la plupart des roças ne sont plus en activité en tant que telles. Beaucoup se sont transformées en villages ordinaires. Les bâtiments sont souvent délabrés, même si quelques-uns ont été réhabilités et cherchent un nouveau souffle du côté de l'écotourisme. À côté de cultures vivrières plus diversifiées, les petits producteurs de cacao se groupent en coopératives. Quelques initiatives ciblent un marché haut de gamme.
Les roças, qui ont fortement marqué l'histoire, la culture et le paysage de Sao Tomé-et-Principe, demeurent l'un des piliers majeurs de l'identité santoméenne, mais la préservation de cet héritage soulève de multiples interrogations.

## Aspects terminologiques

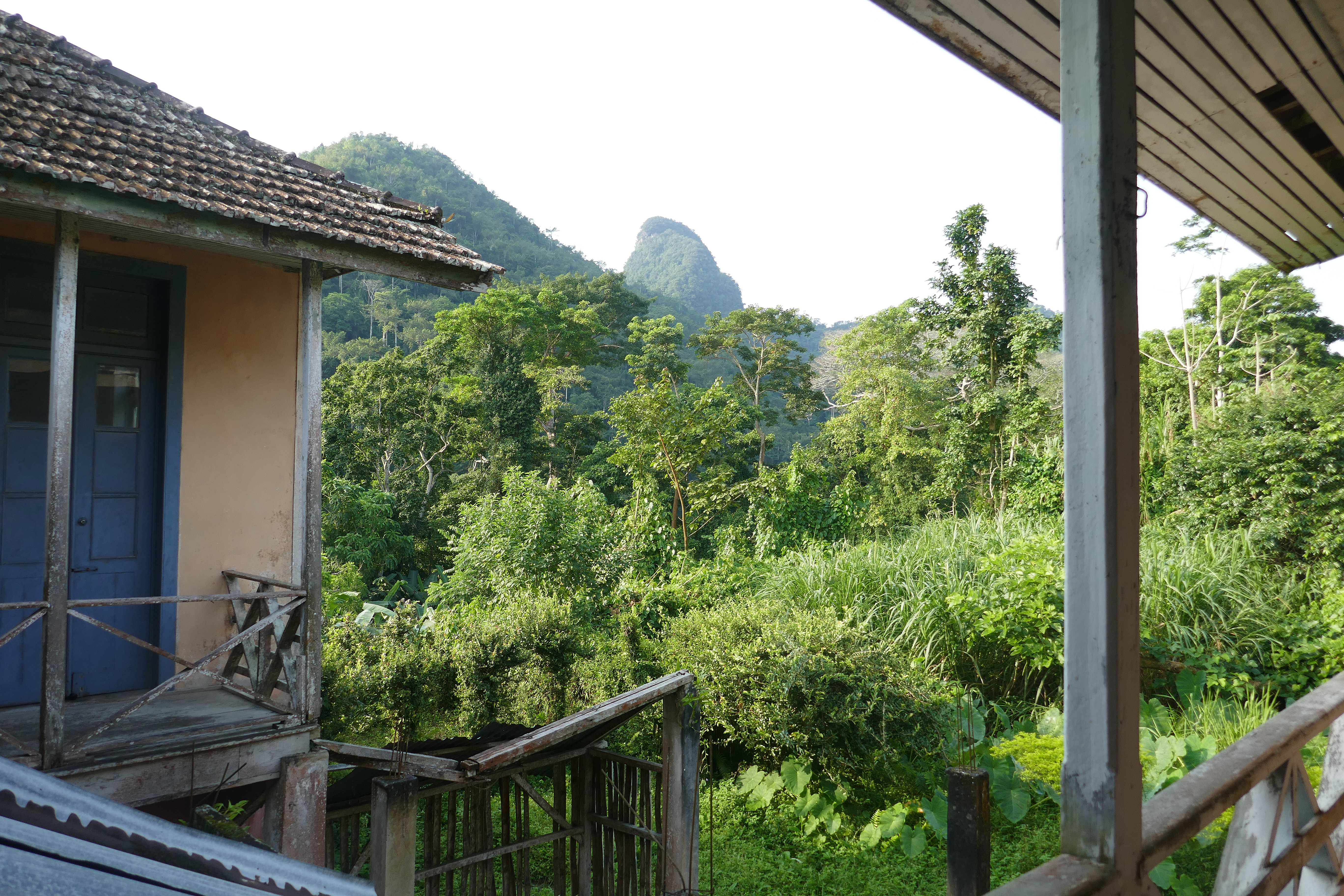
La roça Bombaim au cœur de lobô.

Le journaliste Émile Marini, qui voyagea à Sao Tomé dans les années 1960, affirme « après avoir visité ces roças, qu'elles n'ont absolument rien à voir avec les fazendas brésiliennes, les ranchs américains et les grandes plantations des ex-colonies africaines : c'est quelque chose qui appartient en exclusivité à l'archipel de Saint Thomas et Prince».
En portugais, roçar signifie « défricher en arrachant les bois, les épines ». La roça est donc un « terrain défriché, prêt à semer », et, spécifiquement au Brésil, une « plantation », une « habitation ». Cependant, au Nordeste du Brésil, roça signifie plus précisément « terrain d’agriculture modeste », le terme y étant employé pour la culture du manioc par exemple, alors que les grandes plantations de cacao, de café et de tabac sont spécifiquement nommées « fazendas.
À São Tomé et Príncipe, roça désigne non seulement la structure d'exploitation du cacao et du café, mais surtout son modèle d'expansion et d'extension sur un territoire perçu comme hostile et impénétrable, celui de la forêt tropicale dense, l'obô – qui a donné son nom au parc naturel Obô de São Tomé. « Roçar o obô » consisterait donc à « dompter la jungle », à « civiliser la sauvagerie, » – métaphore du projet colonial dans son ensemble. Lorsque de nombreuses roças sont abandonnées après l'indépendance, notamment dans l'est, elles seront « littéralement mangées par la forêt».

## Histoire
À la fin du XVe siècle, après la découverte des îles inhabitées de Sao Tomé et de Principe par les Portugais, puis l'arrivée des premiers colons – principalement des condamnés et d'autres exclus –, d'importants travaux de défrichement et de plantation sont entrepris. S'ouvre alors le cycle de la canne à sucre, une période assez prospère, mais reposant largement sur l'esclavage. Cependant la concurrence du Brésil se fait sentir et ce cycle s'achève à la fin du XVIe siècle. L'archipel connaît alors un long déclin. La culture du café apparaît en 1780, puis les premiers plants de cacao sont introduits vers 1822. En 1880 la production de cacao dépasse celle du café et, en 1913, Sao Tomé en devient le premier exportateur mondial.

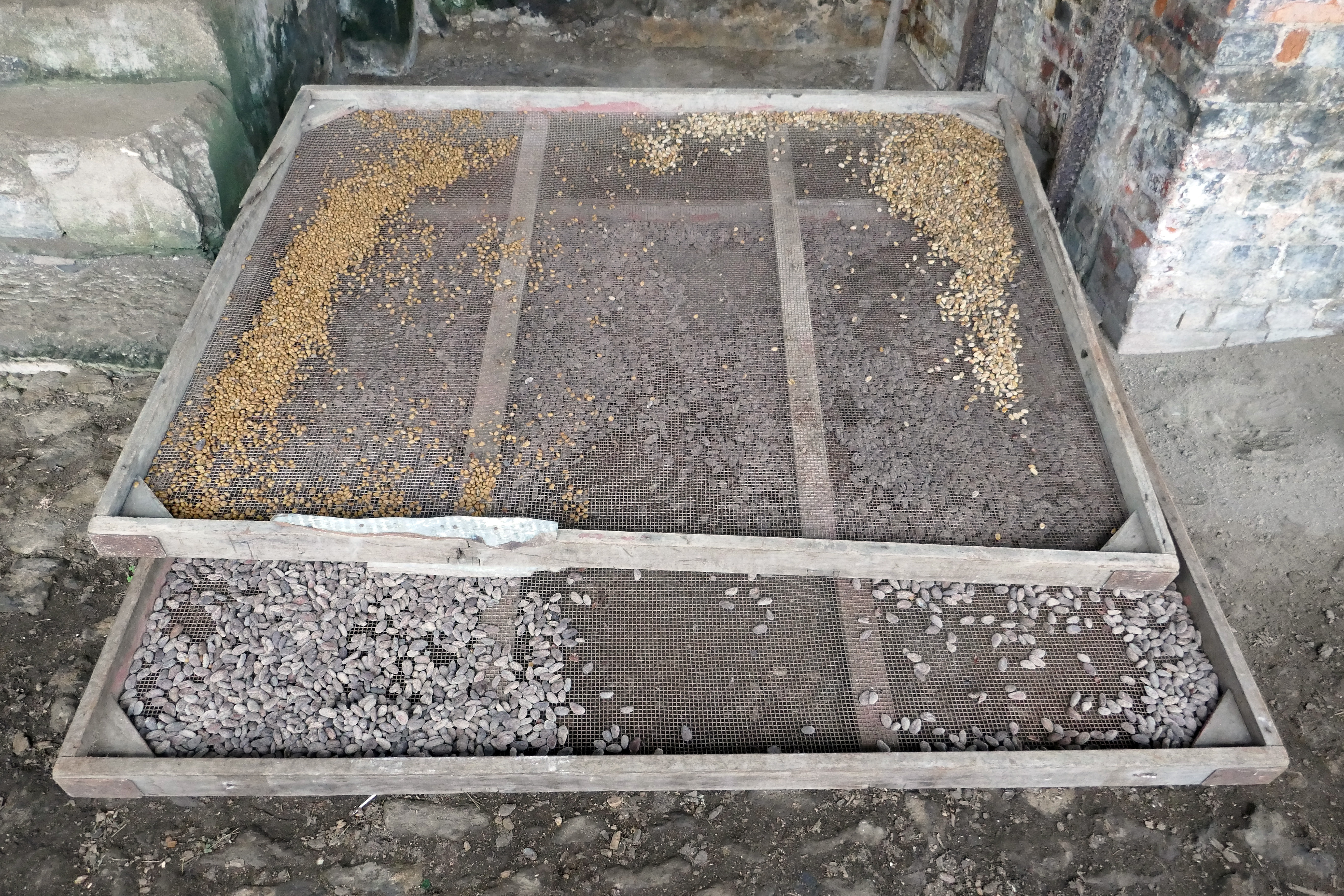
Grains de café et fèves de cacao grillés à Monte Café.

Dans l'intervalle le système agraire des roças s'est développé, à partir de la seconde moitié du XIXe siècle et la concentration de la production s'accroît. Vers 1950, 109 plantations assurent à elles seules le commerce d'exportation. 11 comptent plus de 500 ouvriers.
Au début des années 1970, 28 roças privées contrôlent 80 % des terres cultivées, tandis que 11 000 petits propriétaires environ se partagent les 20% restant.
Lorsque l'archipel accède à l'indépendance en 1975, il adopte un régime politique marxiste. Toutes les plantations de plus de 200 ha sont alors nationalisées et regroupées en 15 structures cacaoyères couvrant de 2 400 à 17 000 ha. L'économie privilégie désormais la monoculture du cacao. L'euphorie d'œuvrer pour un pays enfin « à soi » est de courte durée, la production de cacao chute tandis que les cours mondiaux baissent, les travailleurs sous contrat (serviçais) deviennent des « camarades », sans que leur sort s'en trouve amélioré.
La crise des plantations conduit le gouvernement à mettre en place une réforme agraire dans les années 1980. Un processus de redistribution des terres des entreprises d’État est lancé au début des années 1990. Passées de l'ère coloniale à l'idéologie communiste, puis au libéralisme économique, les anciennes roças cherchent leurs marques.

## Inventaire
Une carte dressée en 2013 recense 122 roças pour les deux îles. Soutenue en 2016, une thèse d'architecture en dénombre 177, dont 124 toujours existantes – une trentaine étant réduites à l'état de ruines. Selon un mémoire universitaire de 2004, le nombre de roças en activité ne dépassait pas la vingtaine à cette date. En 2015, un guide touristique estime que « moins d'une dizaine sont entièrement et joliment réhabilitées ».

### Île de Sao Tomé
En 2013, 103 roças ont été identifiées principalement au centre-nord-est du territoire, inégalement réparties entre les six districts. Ces subdivisions figurent ci-dessous par ordre décroissant, selon le nombre de roças dans le district, énumérées ensuite dans l'ordre alphabétique.

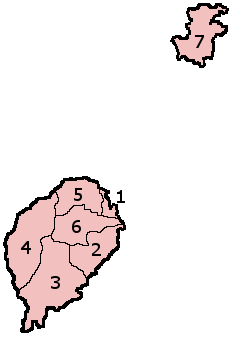
Subdivisions administratives :
1) Água Grande
2) Cantagalo
3) Caué
4) Lembá
5) Lobata
6) Mé-Zóchi
7) Pagué (Principe).

District de Mé-Zóchi (30)Abade, Águas Belas, Amparo II, Bemposta, Benfica (Cruzeiro), Benfica (Santa Margarida), Boa Nova, Bombaim, Java, Laura, Milagrosa, Monte Café, Monte Macaco, Nova Moca, Novo Destino, Pedra Maria, Prado, Queluz, Rio Lima, Santa Adelaide, Santa Clara, Santa Fé, Santa Luzia, São José, São Nicolau, Santa Margarida, Santy, Saudade, Vista Alegre, Vitória Quilembá.
District de Lobata (24)Agostinho Neto (Rio do Ouro), Água Casada, Água Sampaio, Bela Vista, Boa Entrada, Boa Esperança, Caldeiras, Canavial, Chamiço, Fernão Dias, Ferreira Governo, Gratidão, Maianço, Mesquita, Plancas I, Plancas II, Poiso Alto, Praia das Conchas, Santa Clara, Santa Luzia, Santarém Aragão, Santarém Cantanhede, Valle Flor, Vila Braga
District de Cantagalo (22)Água Izé, Alto Douro, Amparo I, Anselmo Andrade, Bernardo Faro, Caridade, Clara Dias, Claudino Faro, Colónia Açoreana, Guegue, Mato Cana, Mendes da Silva, Mestre António, Micondó, Monte Belo, Nova Olinda, Pedroma, Pinheira, Santa Cecilia, Santa Clotilde, Uba Budo, Uba Budo Praia.
District de Lembá (17)Brigoma, Diogo Vaz, Esprainha, Generosa, Lembá, Monte Forte, Mulundo, Ponta Figo, Ponta Furada, Ribeira Funda, Ribeira Palma, Ribeira Palma Praia, Rio Leça, Rosema, São João, Santa Catarina, Santa Teresa.
District de Caué (8)Alto Douro, Fraternidade, Porto Alegre, Ribeira Peixe, São João dos Angolares, Soledade, Vila Clotilde, Vila José.
District d'Água Grande (2)Praia Lagarto, Praia Nazaré.

### Île de Principe
La région autonome de Principe ne comporte qu'un seul district, celui de Pagué.
Les roças sont situées dans la moitié nord de l'île où se trouvent toutes les plantations de café et de cacao, alors que le sud est recouvert d'une forêt dense (obô), préservée depuis 2006 dans le cadre du parc naturel Obô de Principe. Au sud-est, la roça la plus méridionale, Infante Dom Henrique, a été désertée dans les années 1980.
En 2013 on a dénombré 19 roças à Principe : Abade, Azeitona, Bela Vista, Belo Monte, Gaspar, Monte Alegre, Nova Cuba, Nova Estrela, Paciência, Ponta do Sol, Porto Real, Praia Inhame, Santa Rita, Santo António, São João, São Joaquim, São José, Sundy, Terreiro Velho.

## Typologie
À l'exception de quelques formes d'occupation atypiques, la plupart des roças sont organisées selon trois modèles classiques :

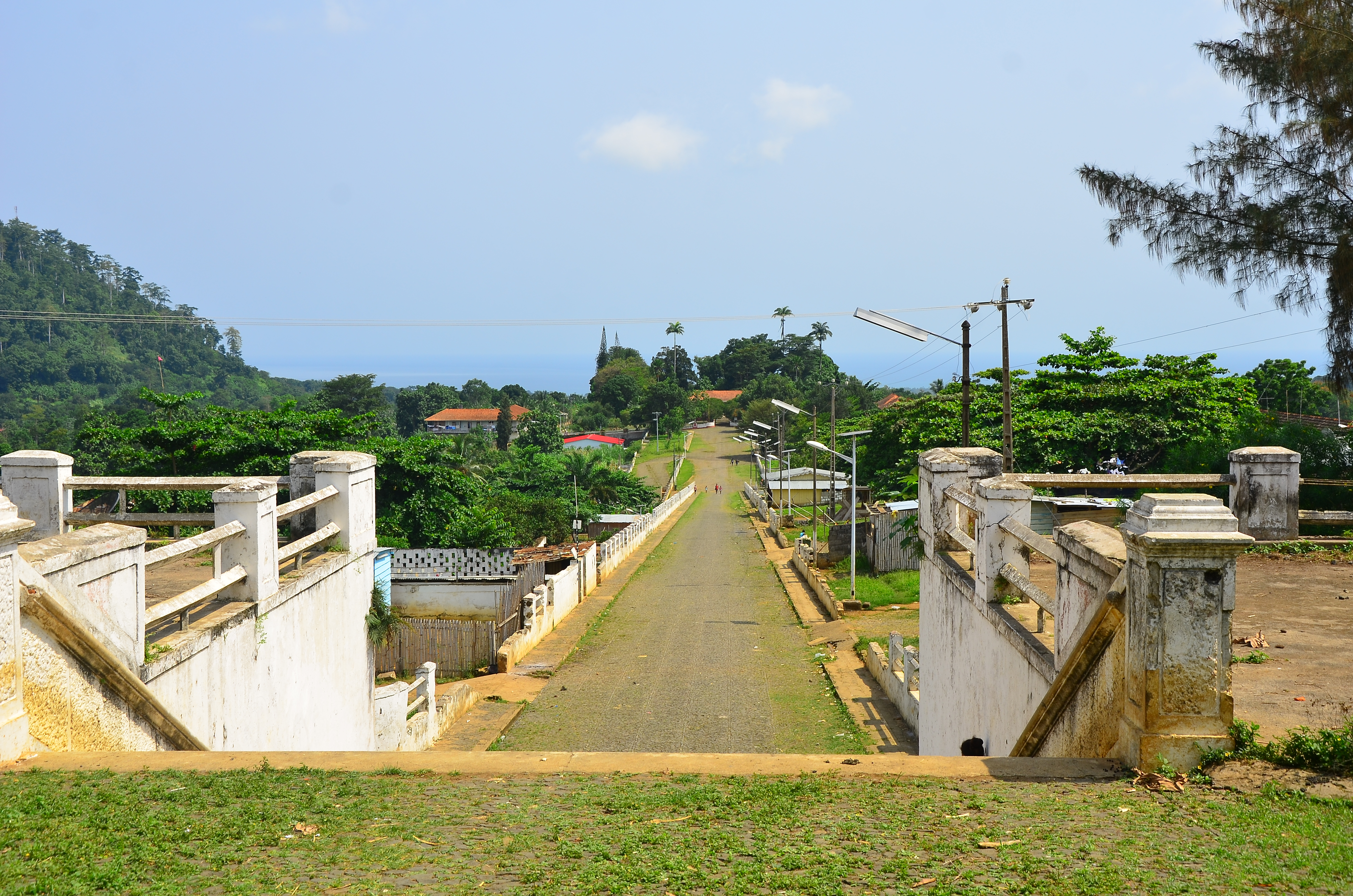
Exemple de roça-avenida à Agostinho Neto.

Roça-terreirostructurée selon un plan simple autour d'un espace central, fréquente dans les plantations de petite taille, elle s'adapte à la topographie du terrain et à tout type de production (par exemple Abade, Amparo II, Mestre António, Pedroma ou Valle Flor).
Roça-avenidaorganisée de part et d'autre d'une avenue centrale qui la traverse tout entière, elle traduit un projet plus ambitieux et plus rigoureux (Agostinho Neto, Bemposta, Bernardo Faro ou Santa Adelaide).
Roça-cidadecette véritable ville est constituée d'un maillage de rues, de jardins et de places, en perpétuelle évolution (Água Izé, Monte Café ou Ponta Figo).
Une autre distinction peut être faite entre la roça-sede (roça-siège) et ses dependências, des roças-satellites de plus petite dimension faisant partie de la même exploitation agricole, souvent destinées à d'autres productions secondaires (coprah, huile de palme, bétail, cultures vivrières) ou à l'exportation par voie maritime. Ainsi la roça Fernão Dias, située en bord de mer (roça-porto), était une dépendance de la roça Rio do Ouro (future roça Agostinho Neto) à laquelle elle était reliée par une ligne de chemin de fer.

## Architecture
Plusieurs études approfondies ont été consacrées au patrimoine architectural des roças.
Les constructions emploient toutes sortes de matériaux, du bois au béton armé, mais principalement du ciment, et pour les toitures, la tuile mécanique.
Organisées comme de petites cités visant l'autosuffisance, un grand nombre d'éléments, fonctionnels ou de prestige, y sont présents ou non, selon l'importance de la structure (séchoirs, entrepôts, ateliers, fours à chaux, pigeonniers, aqueducs, écoles, crèches, églises, chapelles, entrées monumentales), parmi lesquels trois types de constructions sont particulièrement emblématiques : la maison de maître, l'hôpital et la sanzala.

### Maisons de maître

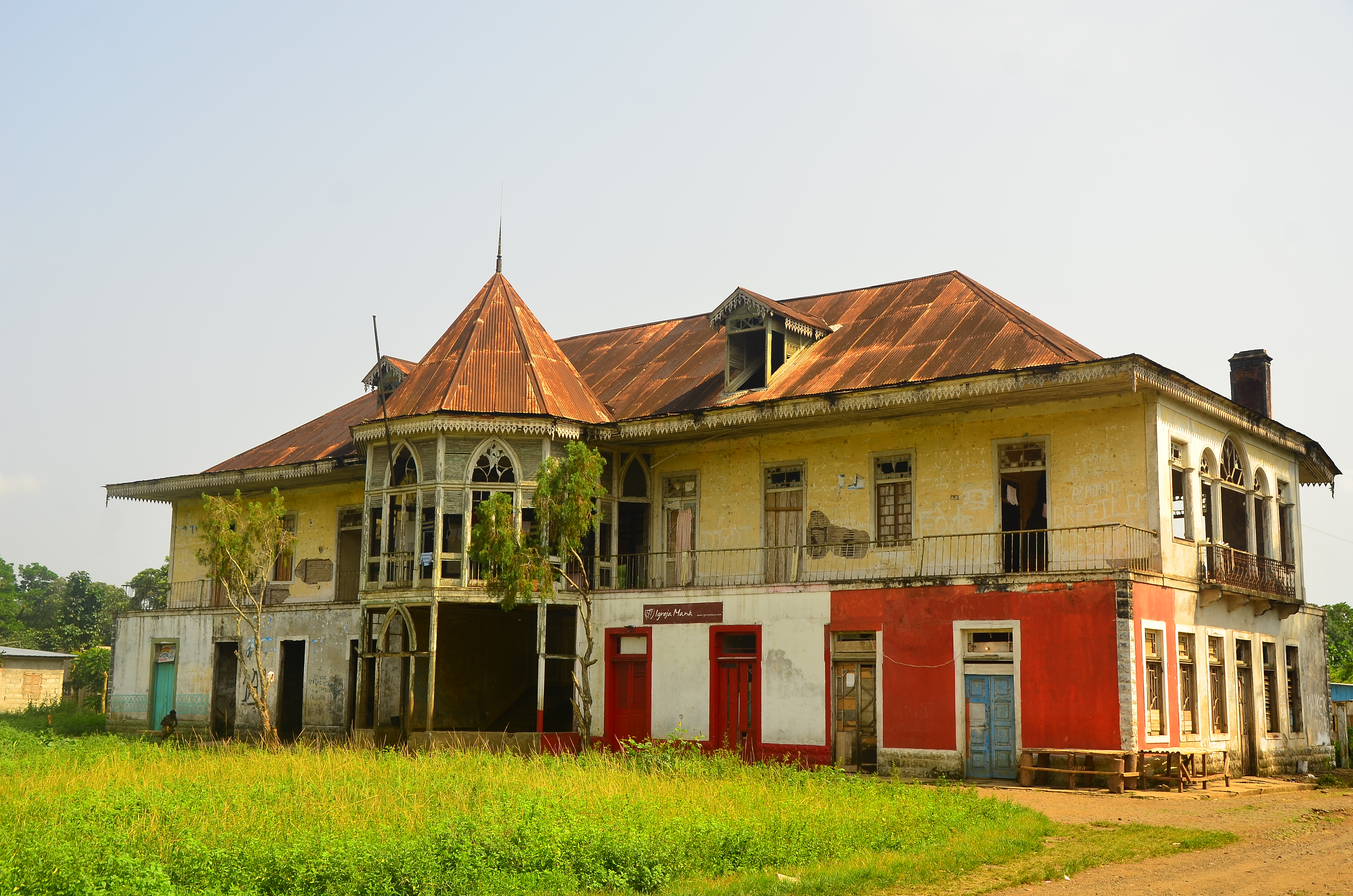
Boa Entrada.

La casa principal (« maison principale » ou « maison du maître », « maison de l'administration ») existe dans presque toutes les roças, quelle que soit leur taille. Le plus souvent le propriétaire, établi à Lisbonne, n'y réside pas lui-même.
Ses dimensions, ses deux étages, sa localisation centrale, souvent en hauteur, avec une visibilité sur l'ensemble du domaine, mettent en évidence son statut et la différencient clairement des autres constructions. Souvent de style dit « colonial », beaucoup sont pourvues de vastes vérandas soutenues par de fins piliers en bois ou en métal. Elles sont volontiers dotées de pièces lambrissées, de larges escaliers en bois, de meubles de style indo-portugais, parfois d'azulejos. Cependant quelques-unes s'inspirent plutôt des résidences secondaires de type « chalet », en vogue en Europe à la fin du XIXe siècle et au début du XXe siècle.
Certains propriétaires agrémentent leur maison de jardins très élaborés, parfois avec des jets d'eau. On y trouve nombre d'espèces végétales locales ou européennes, voire de petits animaux (oiseaux exotiques, petits singes).

### Hôpitaux
Pourtant, dans les grandes roças, ce n'est pas nécessairement la maison du maître qui est mise en avant, mais l'hôpital.
En effet la présence d'un hôpital dans les plantations avait été rendue obligatoire au début du XXe siècle sous la pression de l'opinion internationale, émue par les conditions de vie des travailleurs que dénonçait un rapport accablant. Le gouvernement portugais avait alors pris quelques dispositions pour améliorer leur situation. René Pélissier juge ces mesures avant tout ostentatoires : « Ils mirent même en chantier des hôpitaux pour que les Anglais les voient bien depuis la dunette de leurs dreadnoughts ».
Jean-Yves Loude décrit ces établissements comme « semblables à des palais de nababs orientaux inspirés par l’Art nouveau. Certains sur pilotis en béton, d’autres couronnés de balustres ou affublés d’un kiosque d’entrée au toit pointu, tous accessibles par des escaliers volontairement majestueux » [...] « le premier étage est réservé aux patients blancs ».
De façon plus pragmatique on peut aussi considérer que la taille jugée disproportionnée des hôpitaux s'expliquerait par l'afflux simultané de patients pendant les épidémies, chaque établissement devant desservir toute une région.

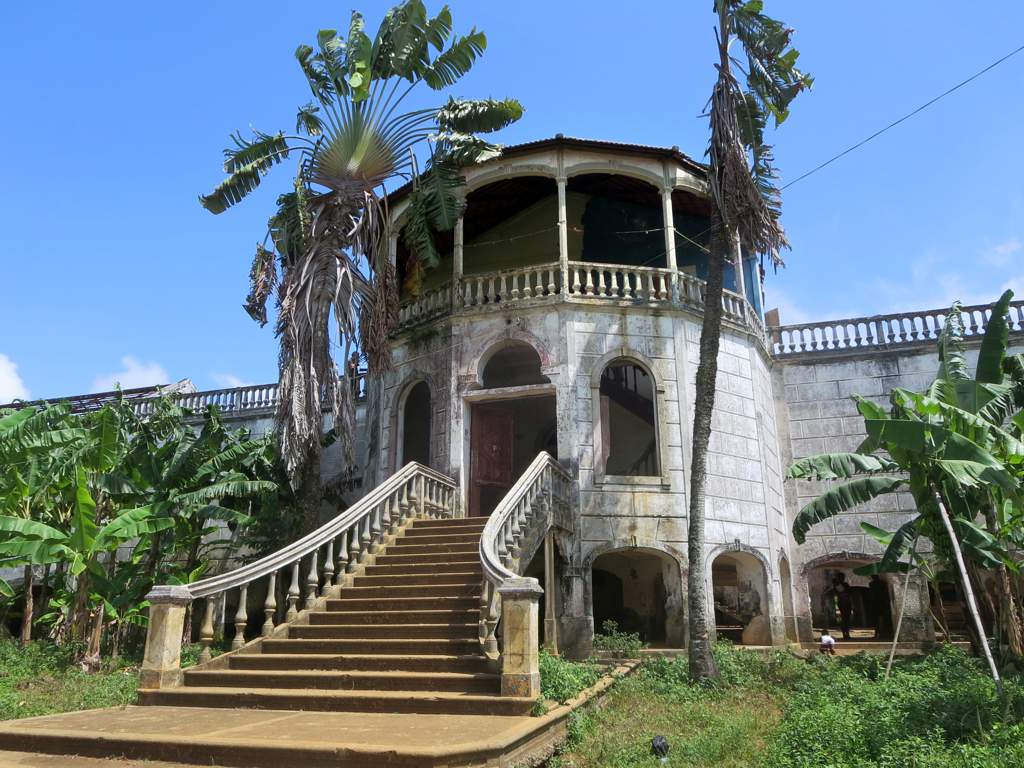
Água Izé.
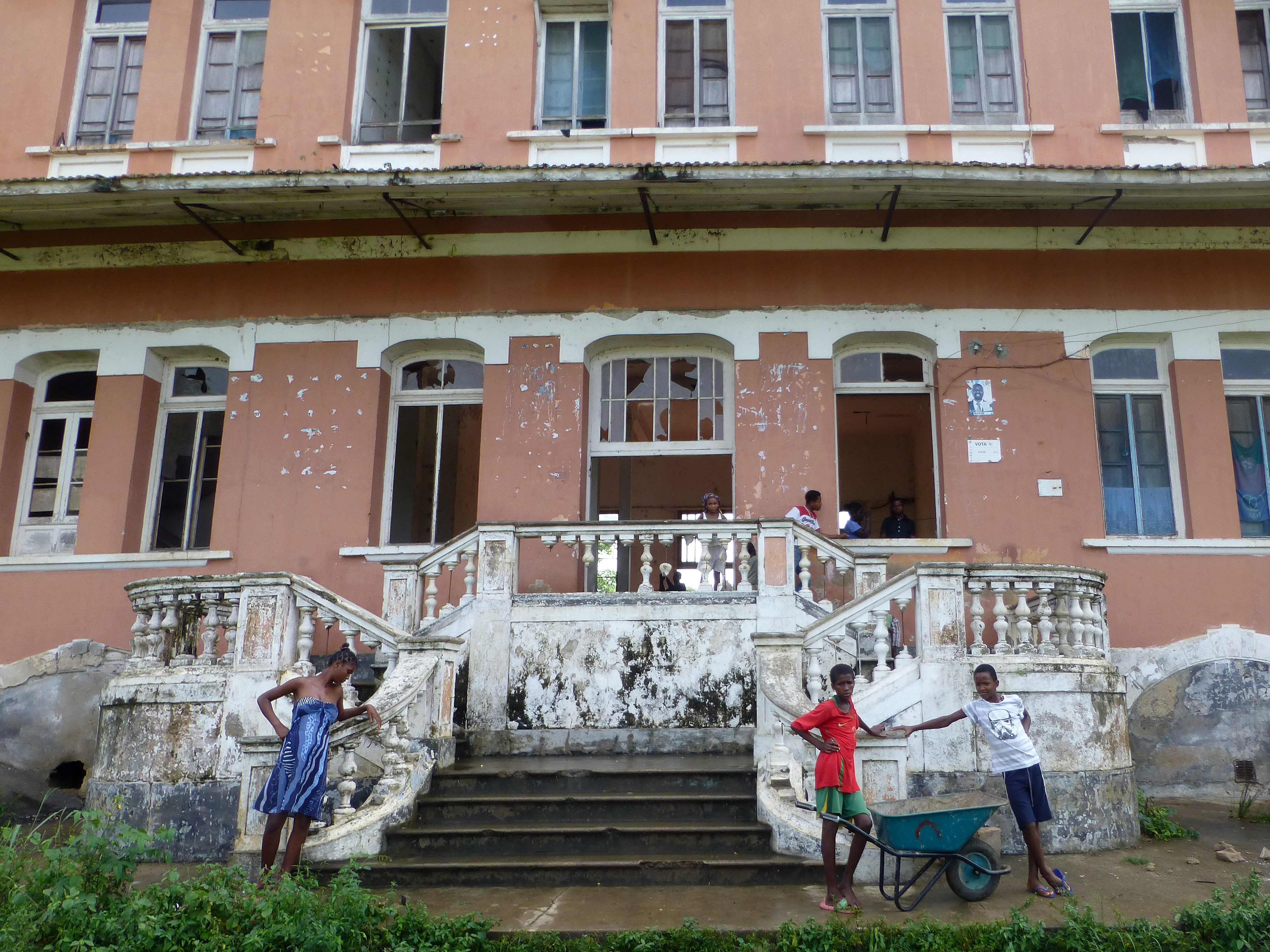
Agostinho Neto.
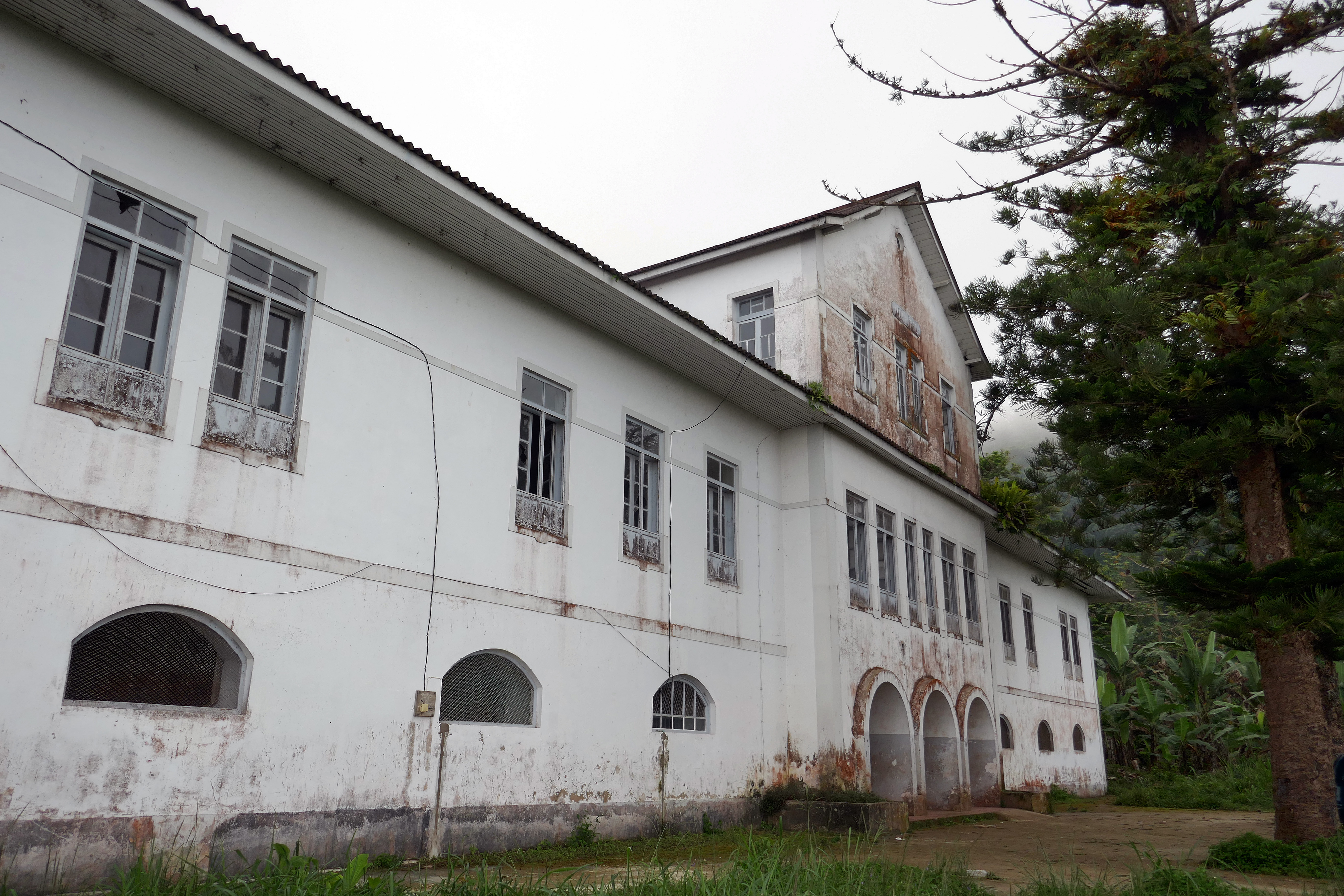
Monte Café

### Sanzalas
Le terme est d'origine bantoue. Il désigne « le lieu où l'on habite » (case familiale, village) en kimbundu, une langue parlée en Angola, d'où viennent de nombreux serviçais. Il n'est pas péjoratif à l'origine, mais l'est devenu, particulièrement au Brésil, où l'on parle plutôt de senzalas. En effet, dans l'économie de plantation, sanzala s'applique d'abord à l'habitation d'esclaves, avant de désigner le logement ou le quartier des domestiques, des travailleurs.
À Sao Tomé-et-Principe, les sanzalas sont parfois nommées comboios (trains), car ces longs bâtiments étroits alignés évoquent les voitures de chemin de fer de cette époque.

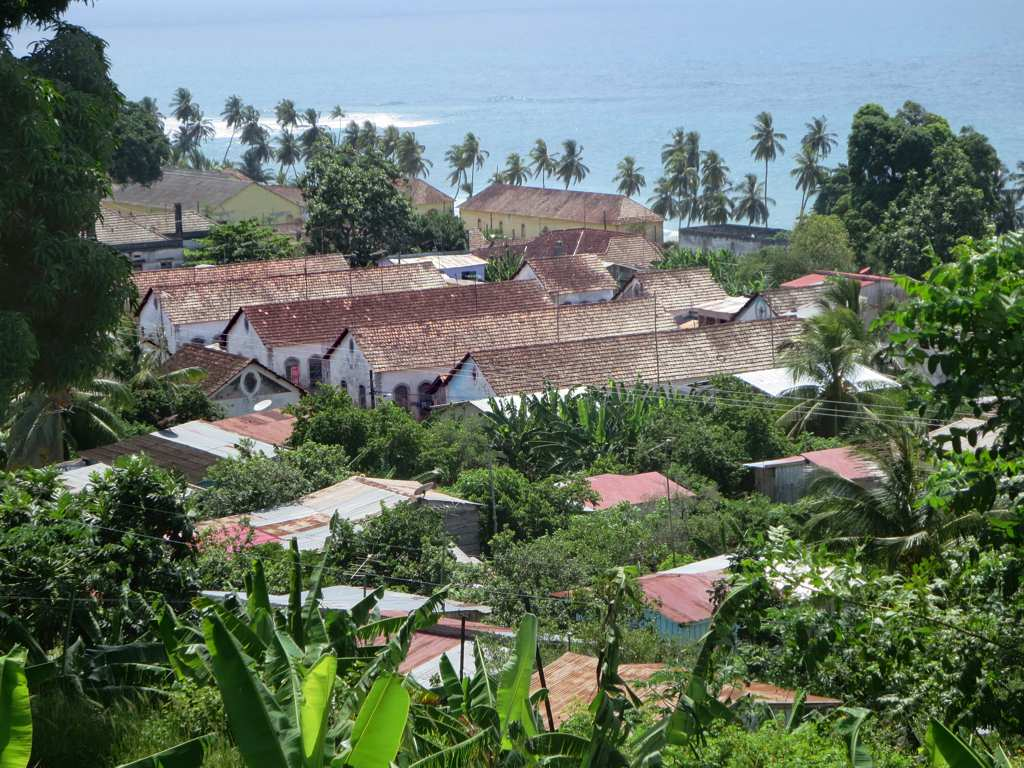
Água Izé.
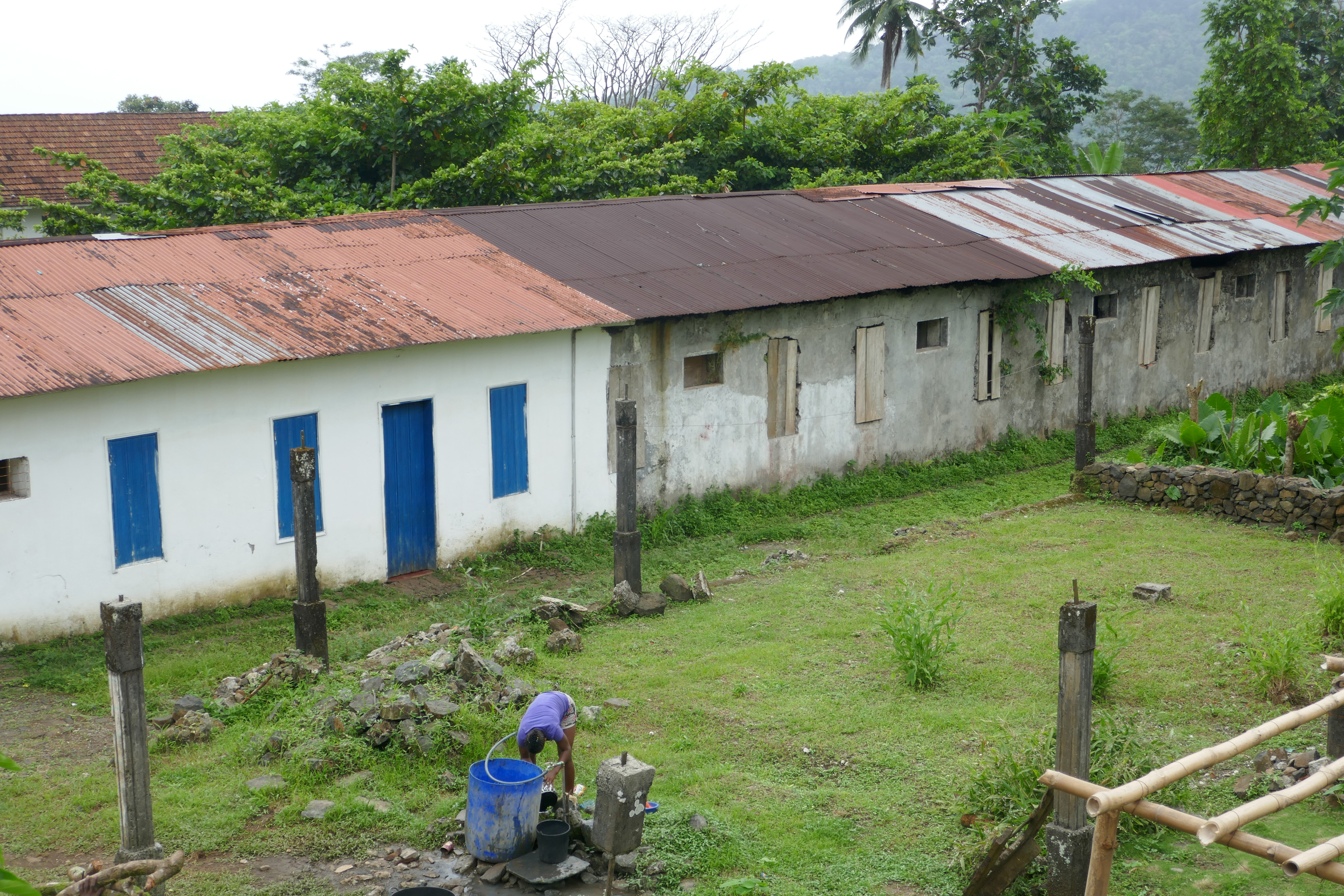
São João dos Angolares.
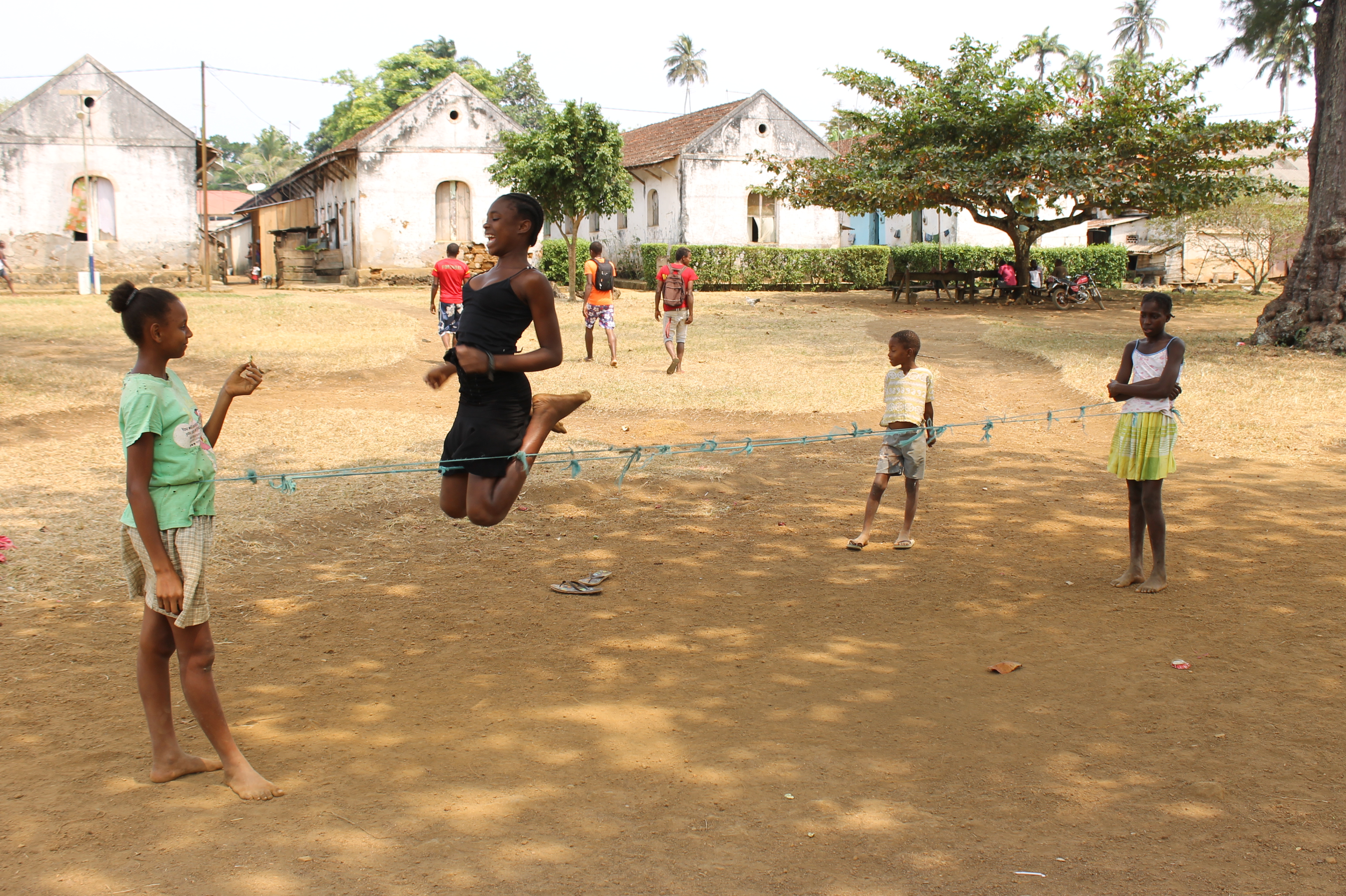
Sundy.
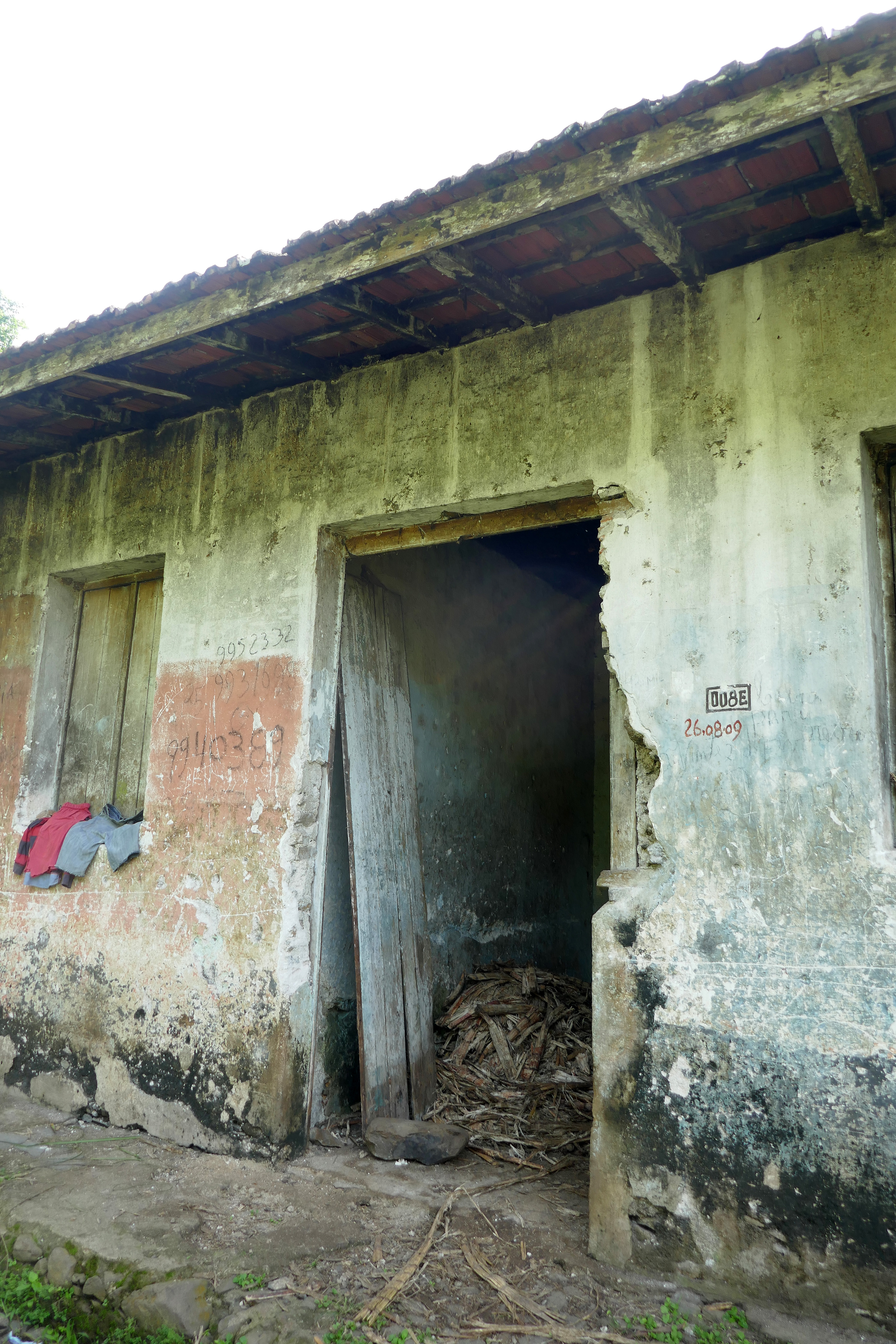
Bombaim.
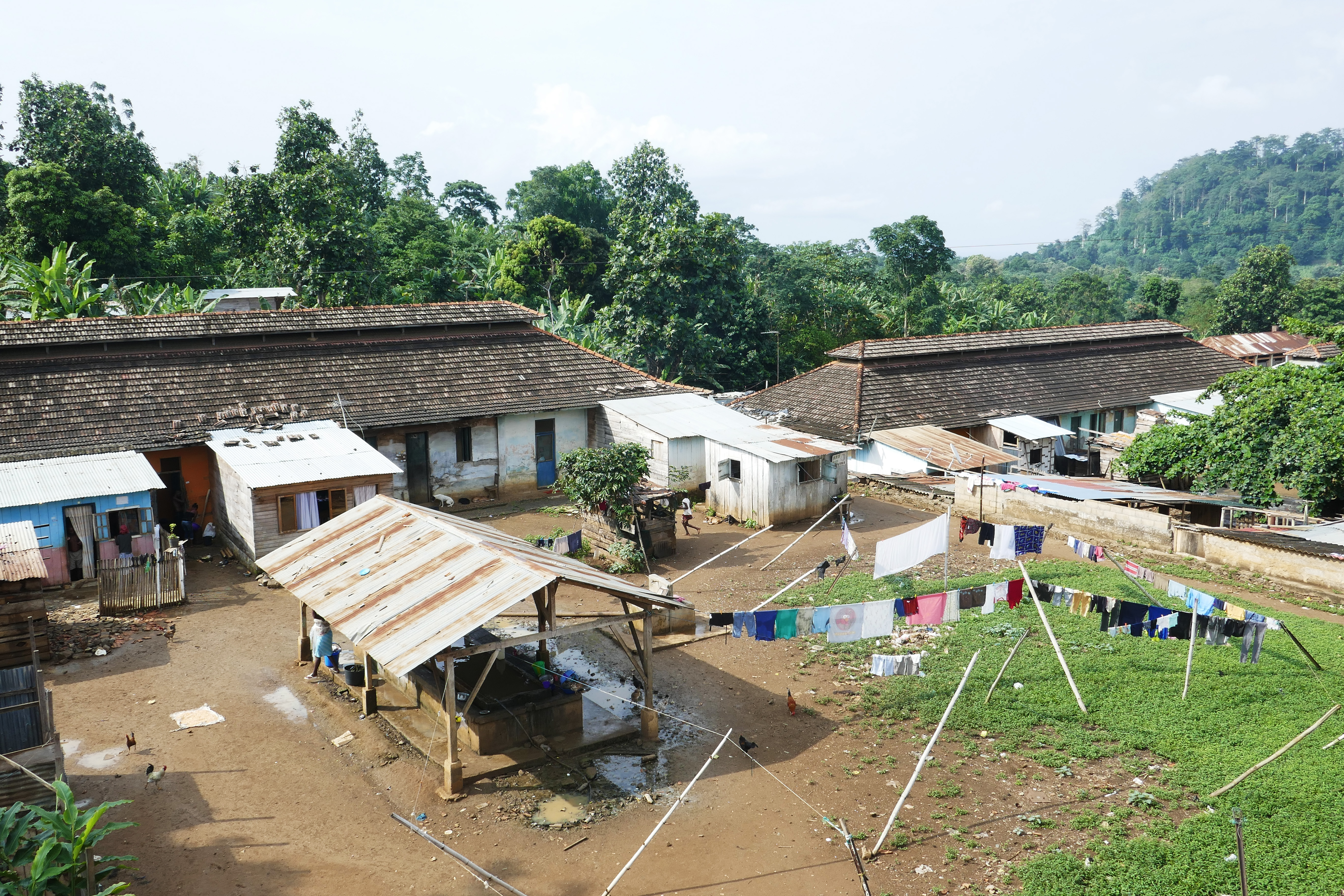
Agostinho Neto.

## Transports
Si l'exportation se fait nécessairement par voie maritime, l'acheminement des productions et des personnels à l'intérieur des îles, dans un paysage souvent accidenté, a nécessité le développement de nombreuses infrastructures de transport : routes pavées, ponts, voies de chemin de fer, canalisations, lignes téléphoniques, voire téléphérique comme à Santa Teresa.
Le chemin de fer est apparu dans les roças à la fin du XIXe siècle pour remplacer les chars à bœufs. Vers 1910 l'île de Sao Tomé disposait de 246,5 km de voies ferrées et Principe de 39. La même année, 20 des 132 roças de Sao Tomé (et 2 à Principe) étaient équipées.
Les grandes roças étaient ainsi desservies par un dense réseau de chemin de fer qui acheminait dans un sens les cabosses de cacao vers les entrepôts de la côte et dans l'autre, le matériel et les hommes nécessaires.

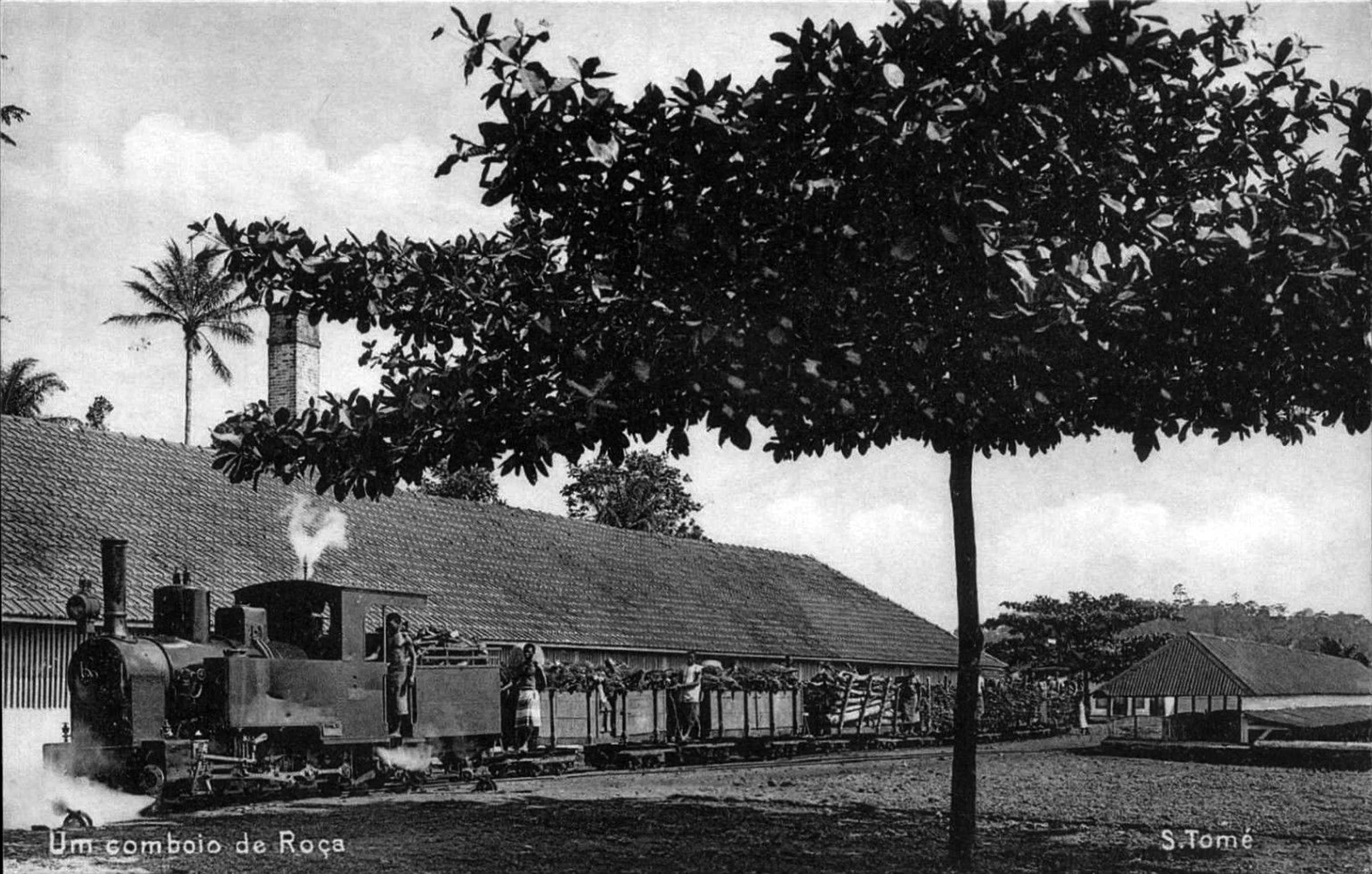
Un train (comboio) de roça (1912-1925).
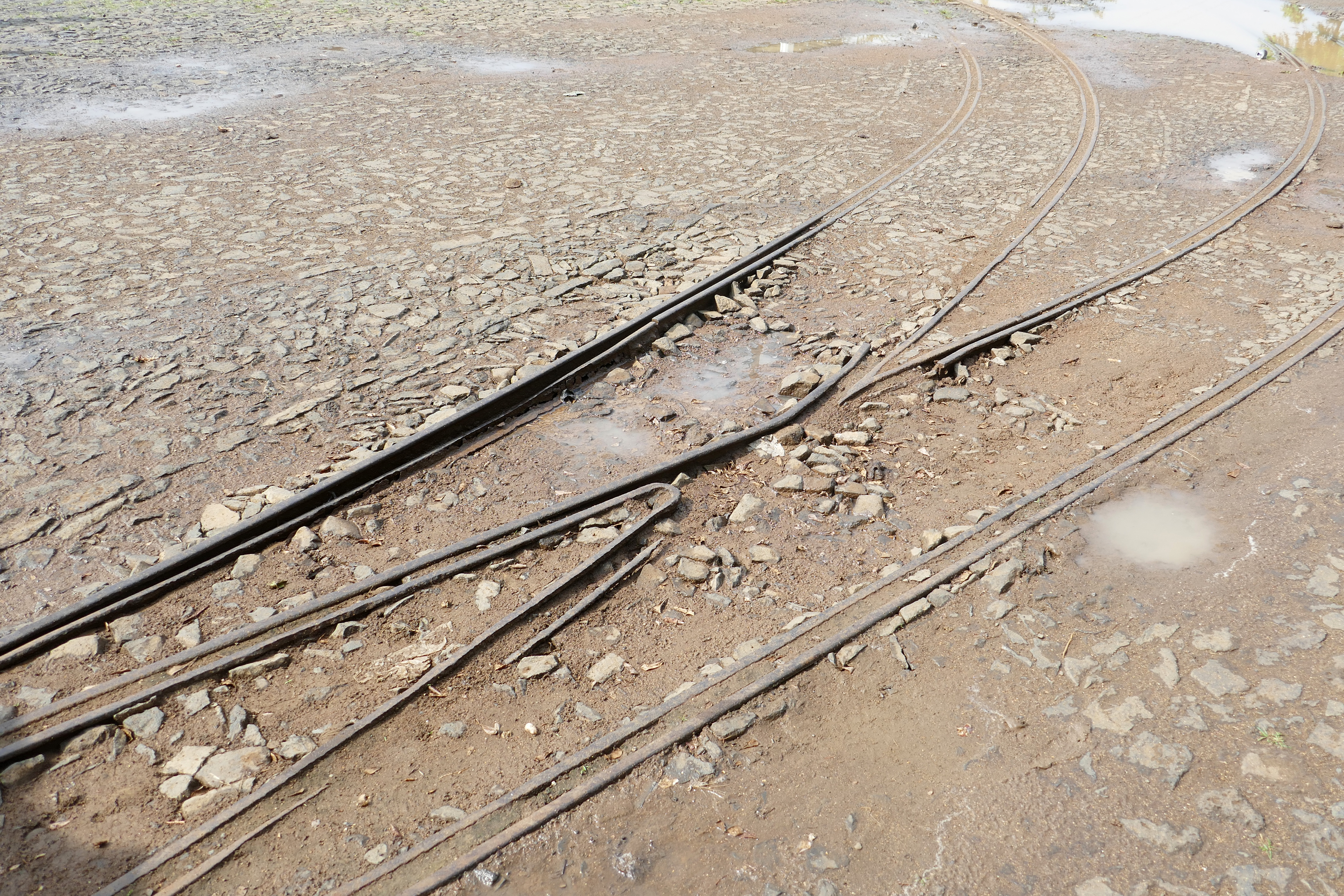
Anciens rails à la roça Agostinho Neto.
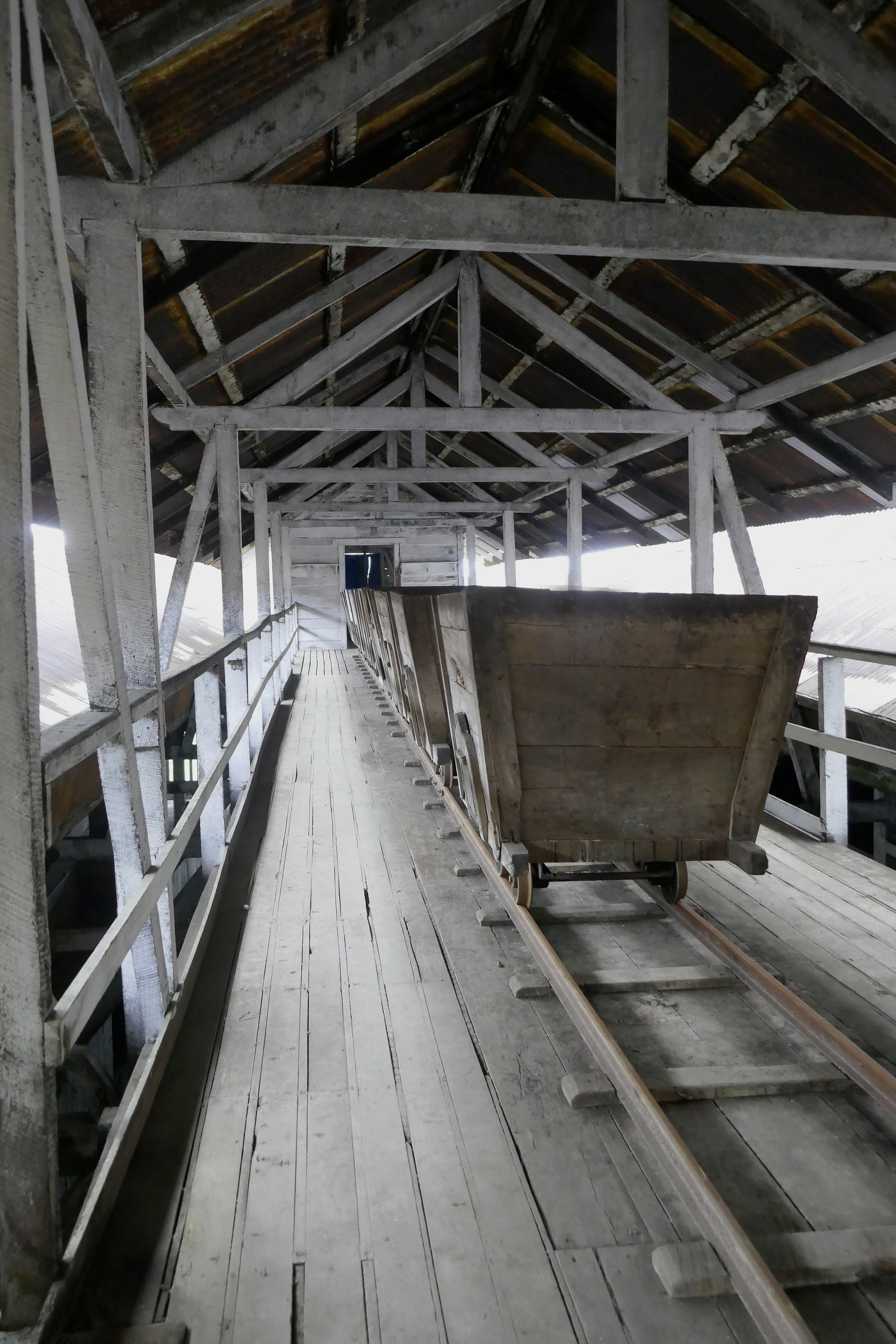
Transport du cacao à Monte Café.
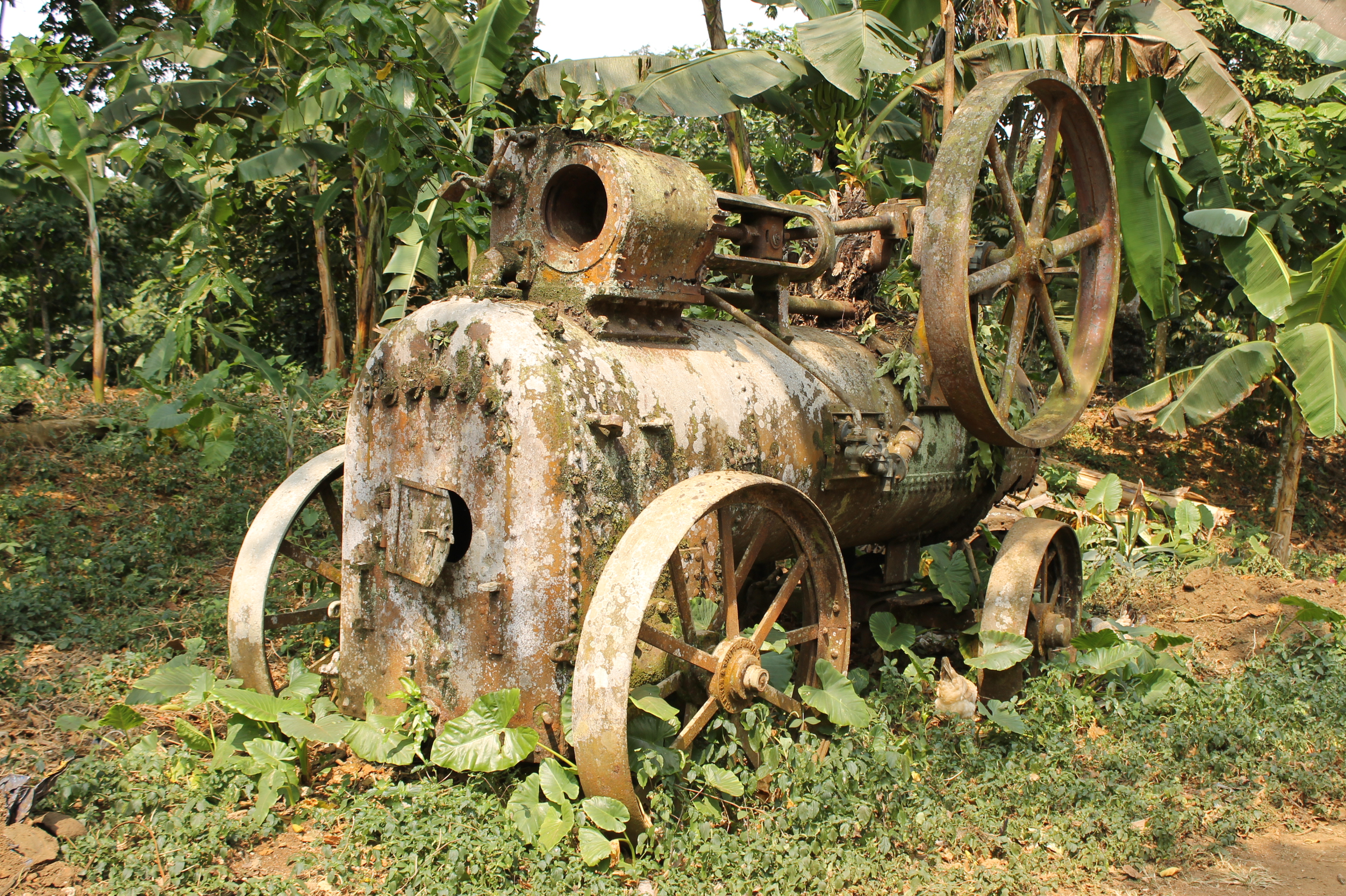
Ancienne locomotive à Sundy (Principe).
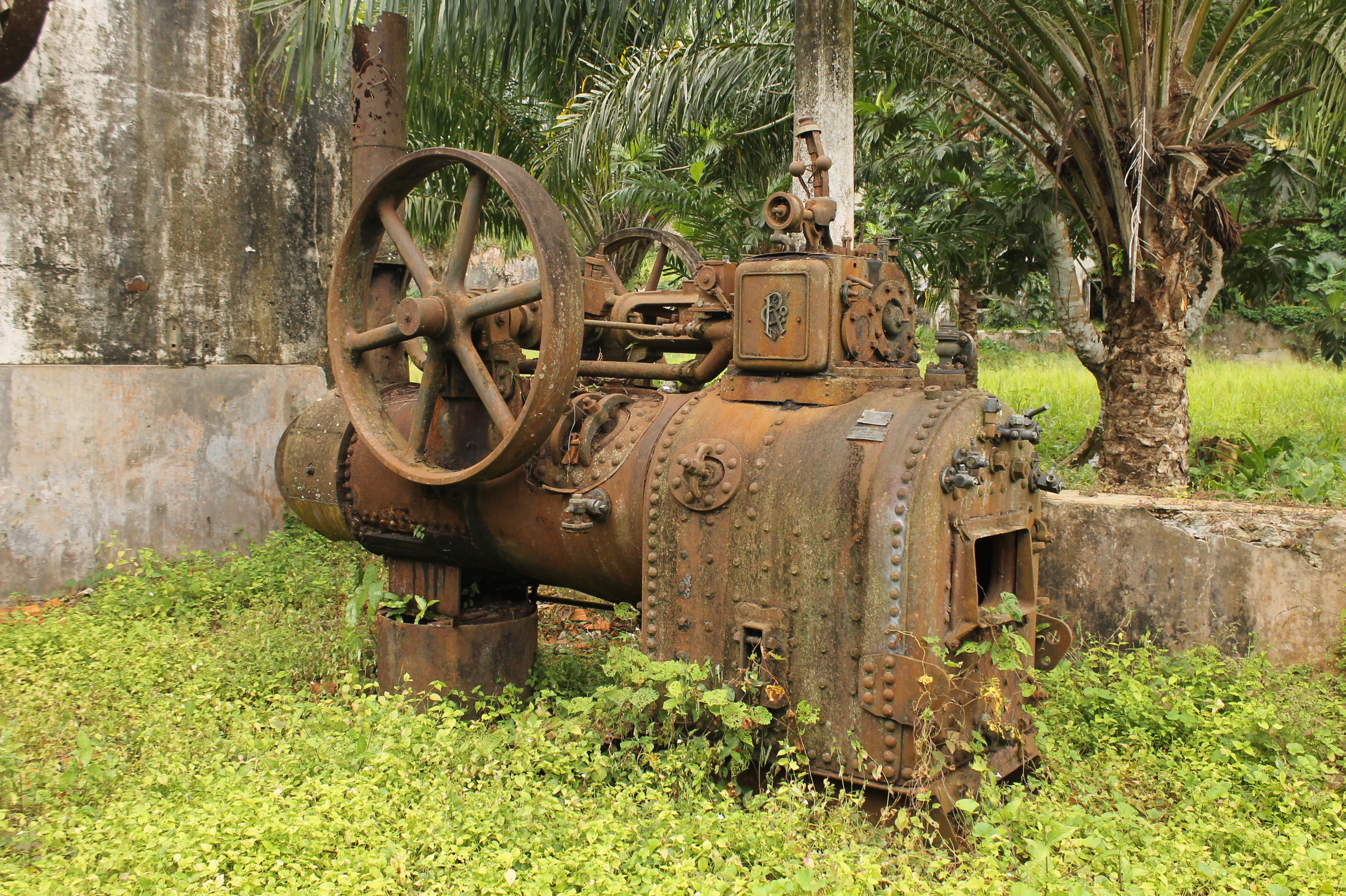
Ancienne locomotive à Sundy (Principe).

## Main d'œuvre
Au XVIe siècle, pendant le cycle de la canne à sucre, l'économie de plantation de l'archipel repose sur l'esclavage. Selon Francisco Tenreiro dans sa monographie de 1961, les autorités portugaises n'envisagaient pas de peupler l'île de Sao Tomé, jugée trop insalubre, par des Blancs ; elle devait être mise en valeur par des indigènes et surtout servir d'« entrepôt » pour les esclaves africains destinés à l'Amérique. Lorsque la concurrence du sucre brésilien et une mauvaise gestion locale mettent fin à l'âge d'or de la canne à sucre, la vie économique de l'île est ruinée.
 Après une éclipse de deux siècles, son renouveau est lié à l'introduction de nouvelles cultures, d'abord le café, puis le cacao. Mais l'abolition effective de l'esclavage en 1878 prend les grands propriétaires terriens au dépourvu, car les esclaves affranchis refusent de rester dans les plantations. Pour résoudre le problème de main d'œuvre, on recrute des travailleurs sous contrat (contratados ou serviçais) venus des autres colonies portugaises. Au début des années 1880, 21 grandes roças emploient chacune entre 200 et 1 500 serviçais.
Les roças étant conçues pour s'autosuffire dans tous les domaines, les travailleurs en sont d'autant plus dépendants, Chacune d'entre elles constitue un village en soi, dont ils ne sortent pas, sauf parfois le dimanche lorsqu'ils sont conduits en groupe à la plage la plus proche. Ce ne sont plus formellement des esclaves, mais ils restent soumis à un régime de servitude très éprouvant, étroitement surveillé, et retournent rarement chez eux. L'opinion internationale s'indigne et, en 1909, les chocolatiers allemands et anglais – notamment William Cadbury qui s'était rendu sur place l'année précédente – décident le boycott du cacao de Sao Tomé pour protester contre le recrutement brutal des serviçais et leurs dures conditions de vie et de travail dans les roças, même si le calcul économique et les rivalités ne sont pas absents de cette initiative.
En 1950, sur un total de 50 769 habitants, 23 613 sont des contratados immigrés : 10 000 sont originaires d'Angola, 5 000 du Mozambique et 6 000 du Cap-Vert.

## Déclin et défis
Malgré l'introduction de nouvelles cultures, la production agricole décroît après la Seconde Guerre mondiale et les roças deviennent des « machines » trop lourdes à gérer. L'indépendance en 1975, puis la réforme agraire imposée par la Banque mondiale dans les années 1980, contribuent au déclin économique et au délabrement des structures existantes. Cent ans après l'apogée du cycle du cacao en 1913, on a pu parler de la « fin d'un paradigme ». Laissé à l'abandon, le patrimoine architectural se dégrade, abrite tant bien que mal la population qui parfois y prélève les matériaux de construction nécessaires à sa propre survie.
À quelques exceptions près – comme le révèle une étude de terrain de 2011 –, l'état général de conservation des roças est préoccupant. Cette dégradation continue s'explique par la combinaison d'actions physiques et biologiques (désagrégation et corrosion liées à l'humidité constante, aux fortes précipitations, à une végétation invasive à croissance rapide, aux champignons et insectes xylophages), aggravée par l'action humaine. En outre l'absence de maintenance accélère la détérioration des édifices.
Aucun site de Sao Tomé-et-Principe ne figure sur la liste du patrimoine mondial de l'UNESCO, ni même sur la liste indicative, alors que l'architecture des roças a été maintes fois déclarée digne d'y être inscrite « d'urgence ».

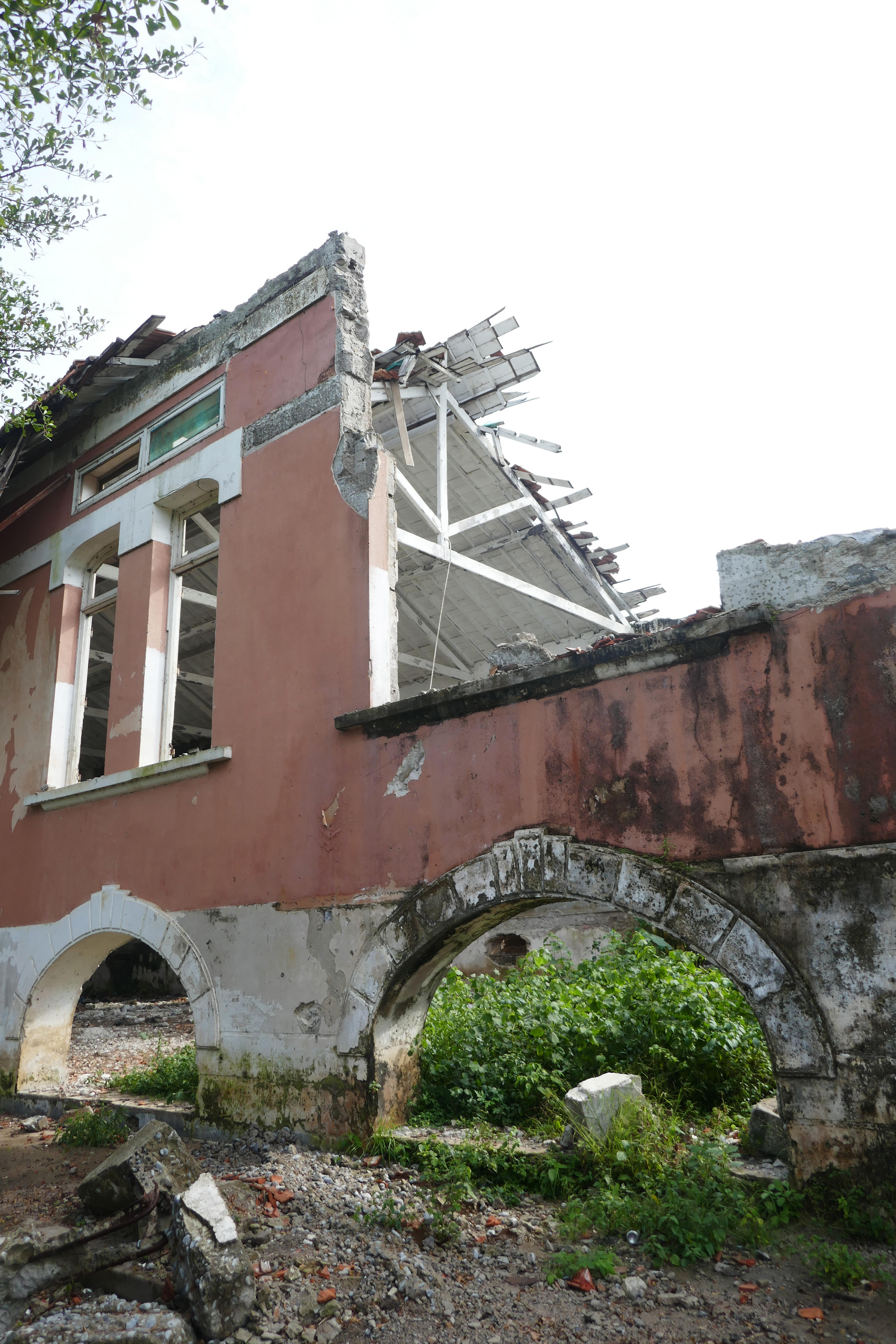
Agostinho Neto.
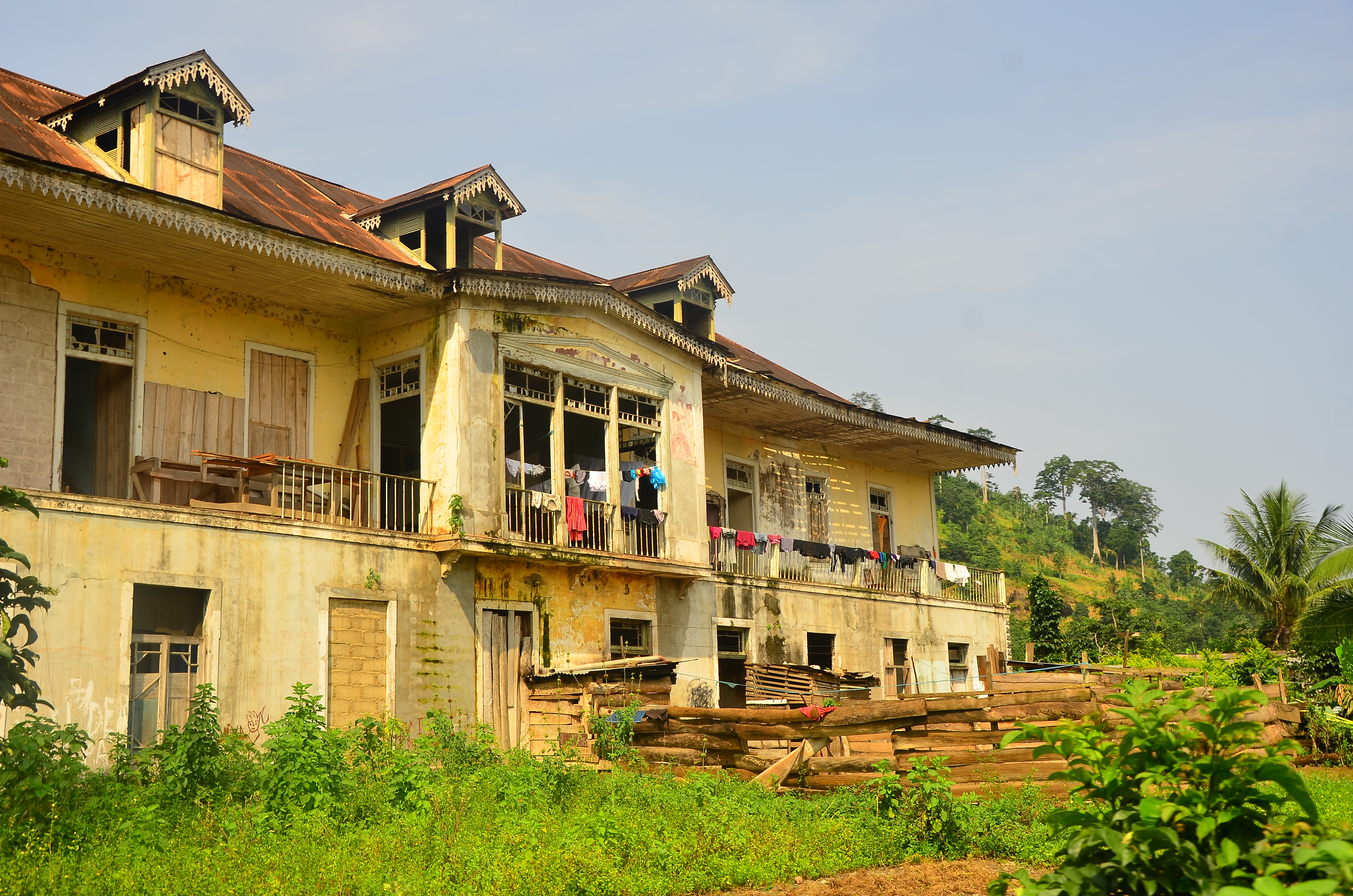
Boa Entrada.
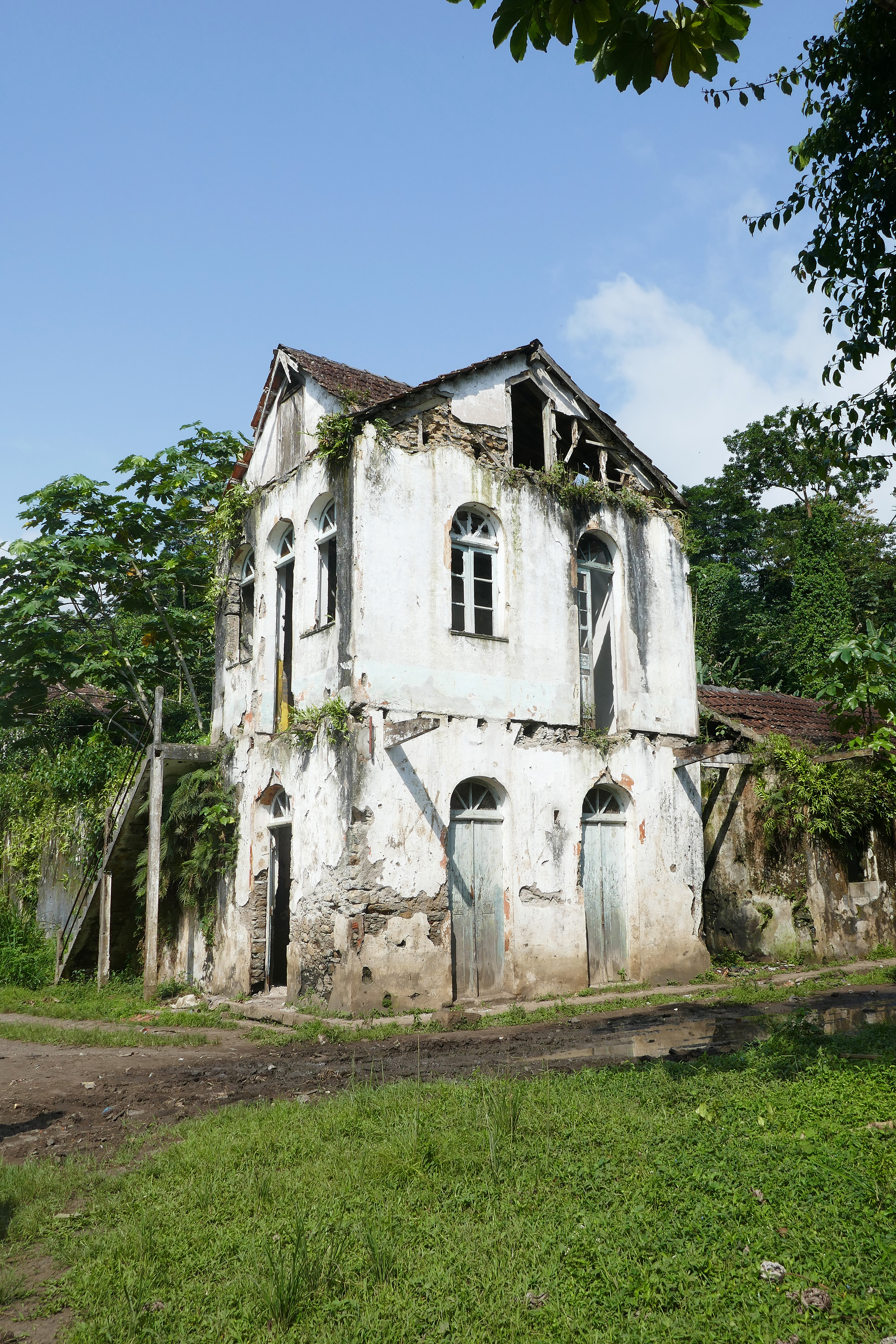
Bombaim.
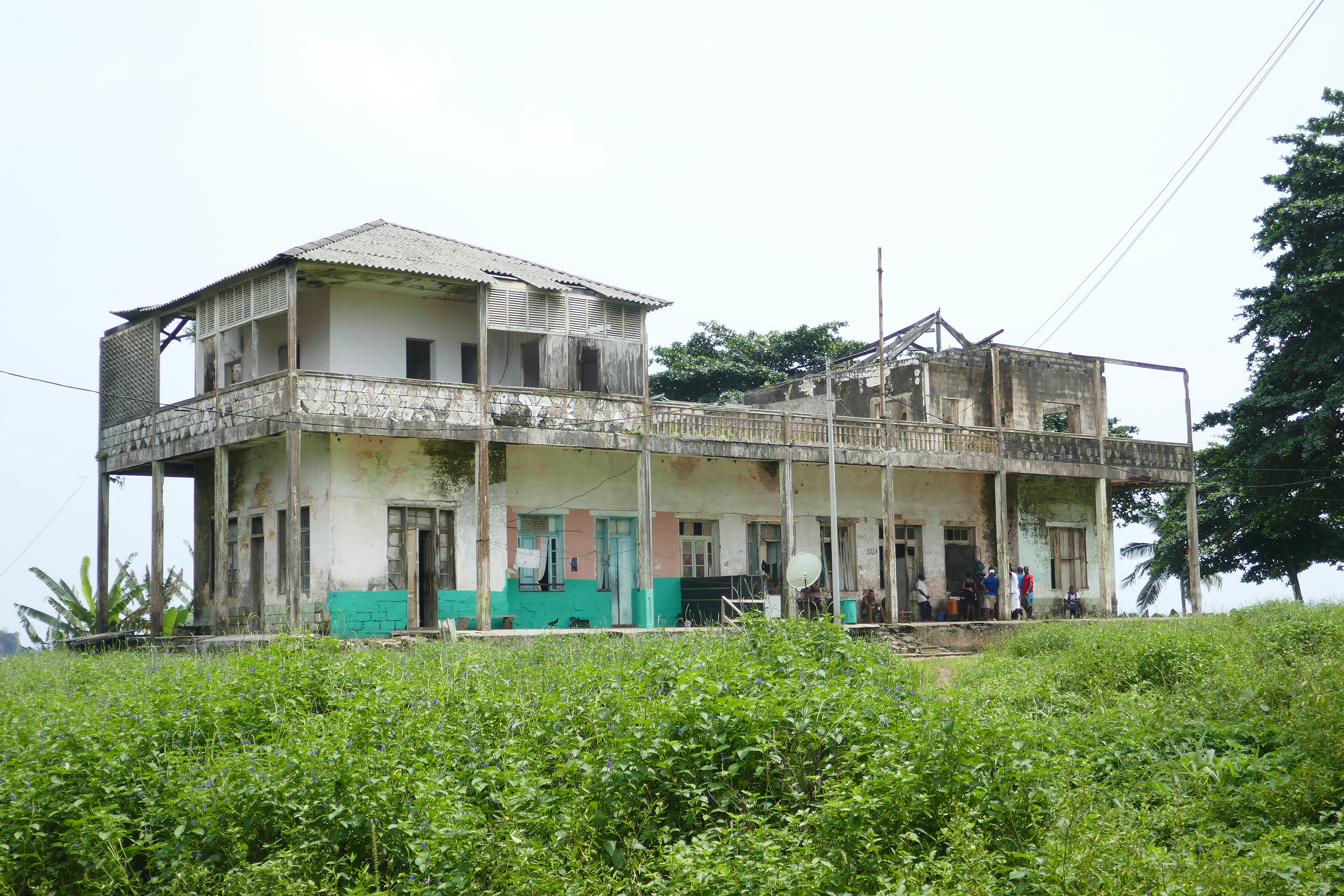
Porto Alegre.
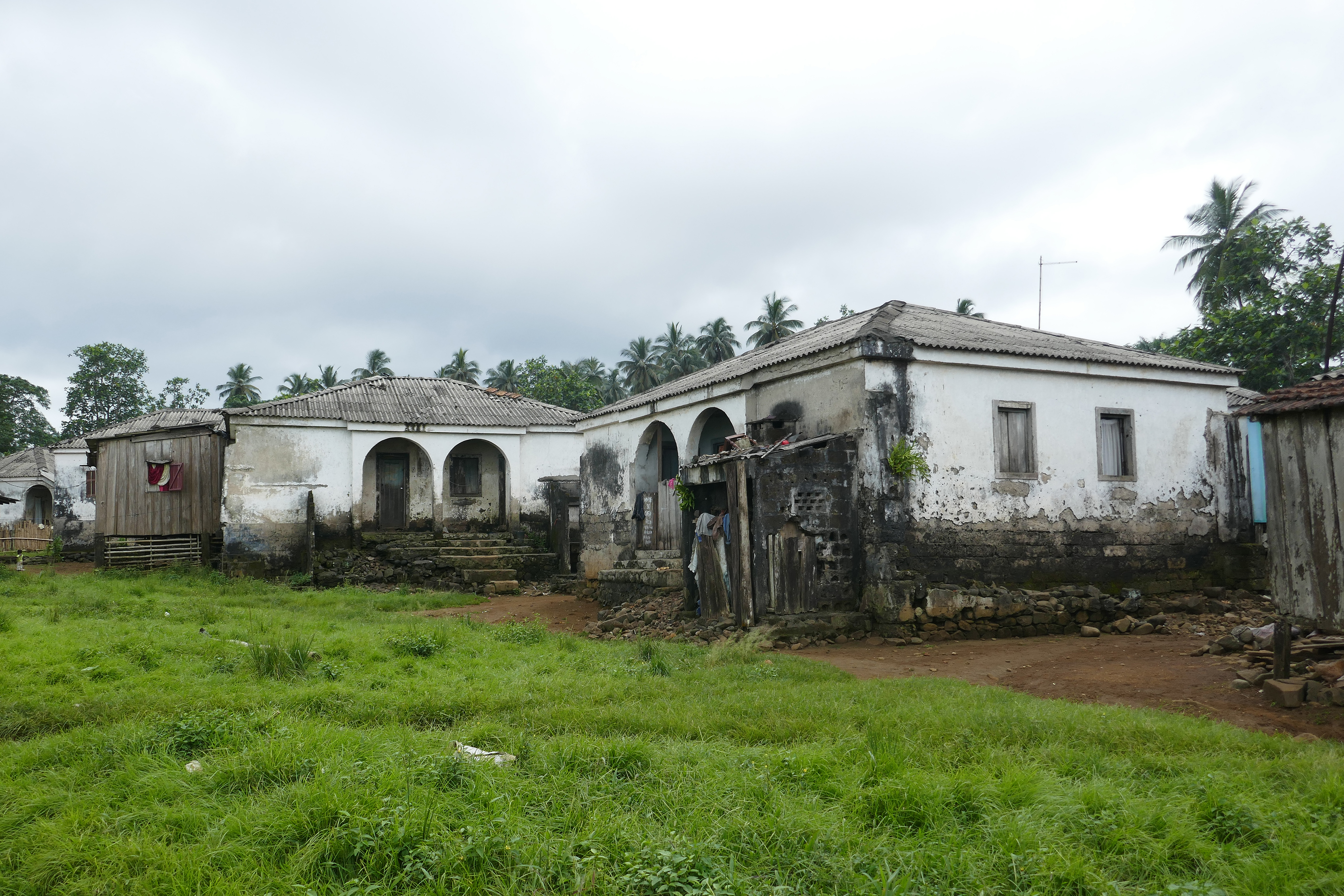
Ribeira Peixe.

### L'agriculture, autrement
Dès 1992 et jusqu'en 2000, le secteur agricole connaît une véritable révolution lorsque l'État redistribue les terres à des milliers de petits planteurs, beaucoup de familles recevant une parcelle d'environ 2,5 ha. Inexpérimentés, ces nouveaux propriétaires, habitués au travail forcé depuis des générations, sont mal préparés à leur entrée dans l'économie libérale. Sous le poids de l'histoire, certains refusent même tout travail agricole dans les roças. La production est désorganisée, des terres sont abandonnées, le pays s'appauvrit et doit compter sur l'aide internationale.
En parallèle, à partir des années 1990, l'essor mondial de l'agriculture biologique et du commerce équitable ouvre de nouvelles perspectives aux petits producteurs. À Sao Tomé-et-Principe aussi, certaines anciennes roças vont tenter de nouvelles voies.
Café
Autour de la roça Monte Café, une coopérative, la CECAFEB (Cooperativa de exportação de café biológico), est créée en 2010, regroupant 227 petits producteurs sur une superficie d’environ 220 hectares, en partenariat avec l'entreprise française Malongo.
Un musée du café a été aménagé dans l'ancienne casa principal, qui abritait jusque là l'administration, les entrepôts, les ateliers. Il permet aujourd'hui aux visiteurs de découvrir l'histoire de la roça et de la fabrication du café.
Cacao
Une coopérative d'exportation de cacao biologique, la CECAB (Cooperativa de exportação do cacau biológico), regroupant 36 associations et plus de 2 000 membres, est créée sur le site de l'ancienne roça Monte Forte, en partenariat avec un chocolatier Kaoka. Elle est devenue indépendante financièrement.
D'autres font un choix différent. Au milieu des années 1990, l'ingénieur agronome italien Claudio Corallo, déjà propriétaire de caféiers à la roça Nova Moca rachète aussi Terreiro Velho, une plantation de cacao de 120 hectares, alors à l'abandon, et la restaure. Une première phase d'expérimentation ayant donné des résultats très prometteurs, il se lance dans la production d'un chocolat de très haute qualité en contrôlant tout le processus, de l'arbre à la tablette.

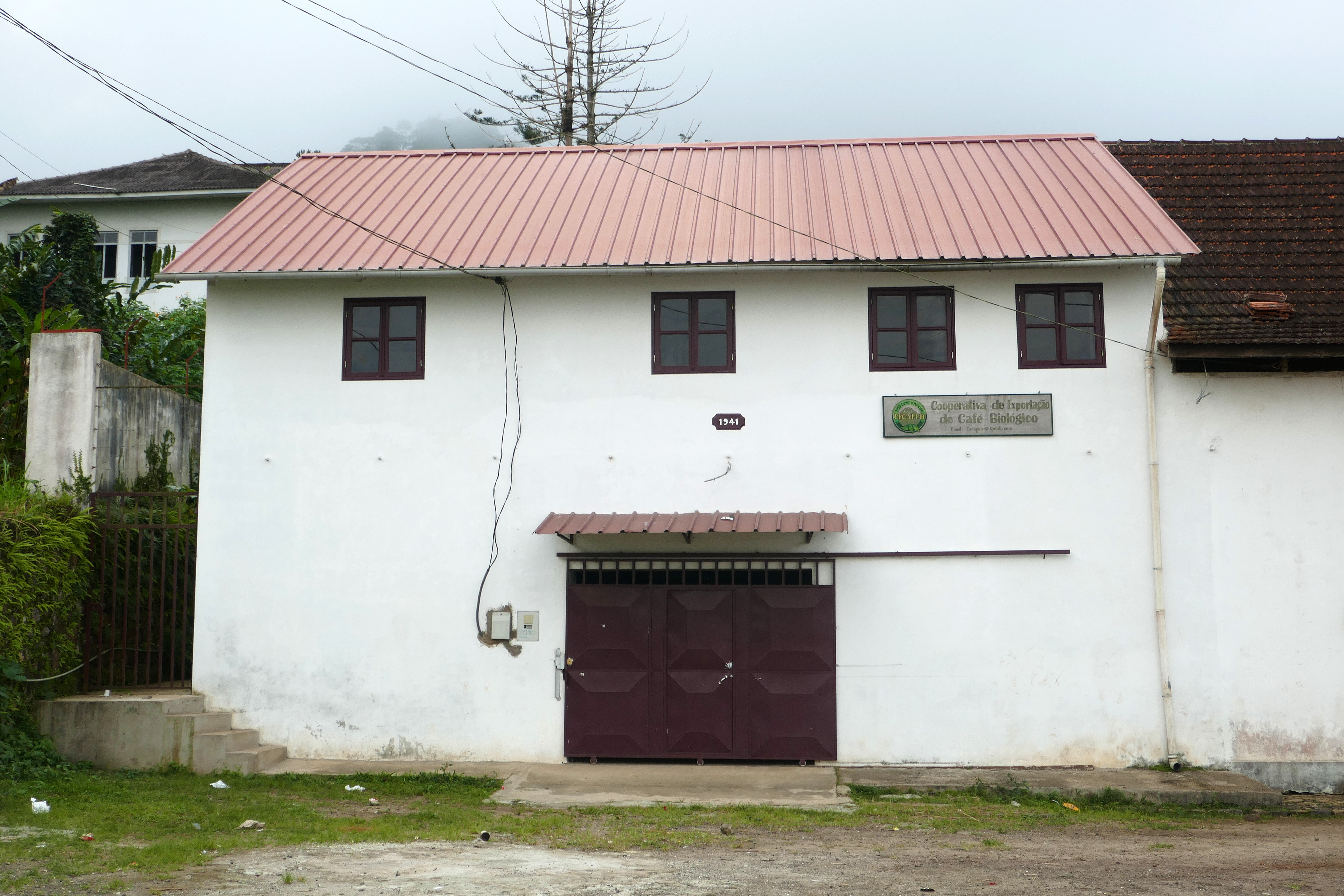
Siège de la CECAFEB à Monte Café.
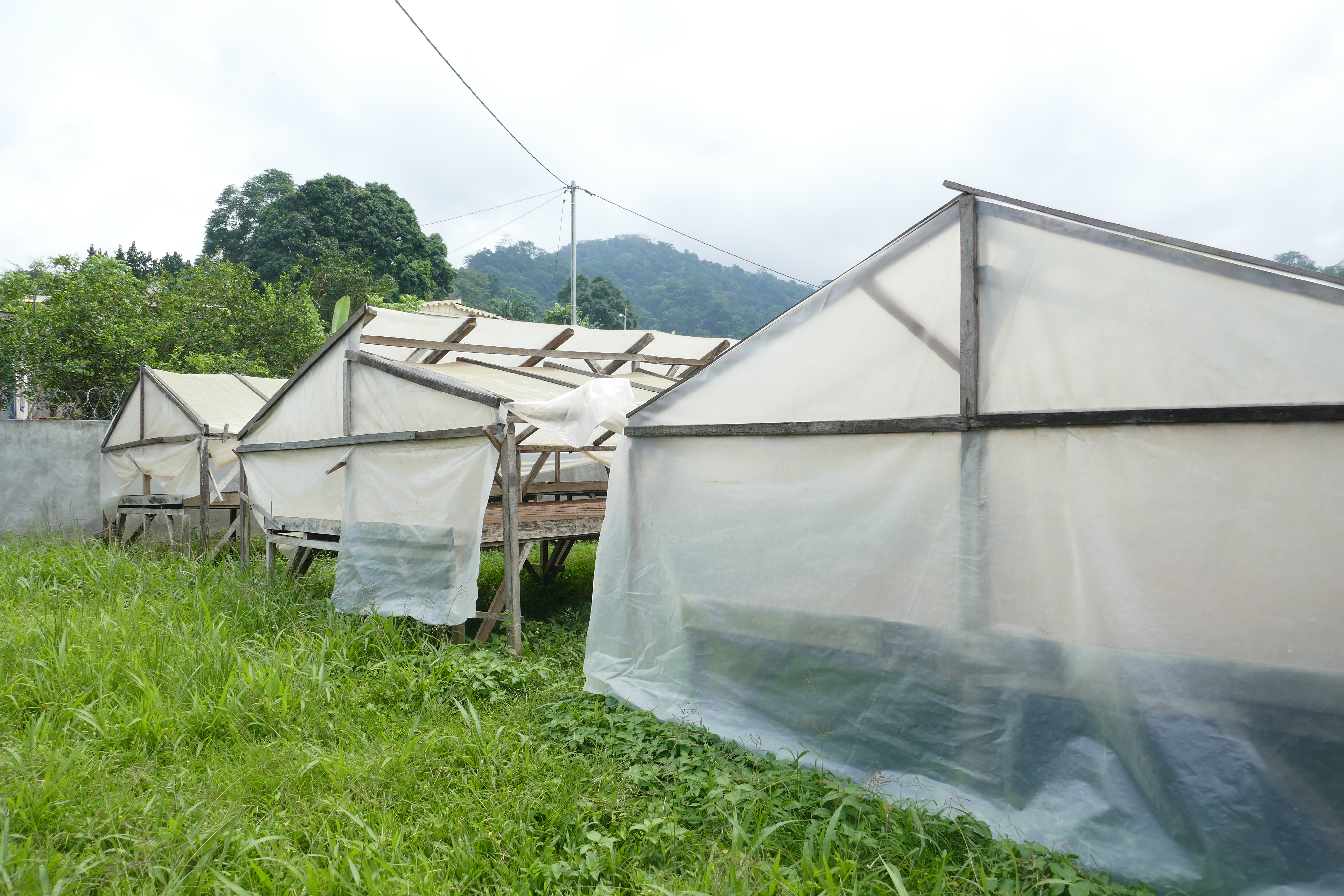
Séchage du cacao à Generosa (CECAB).
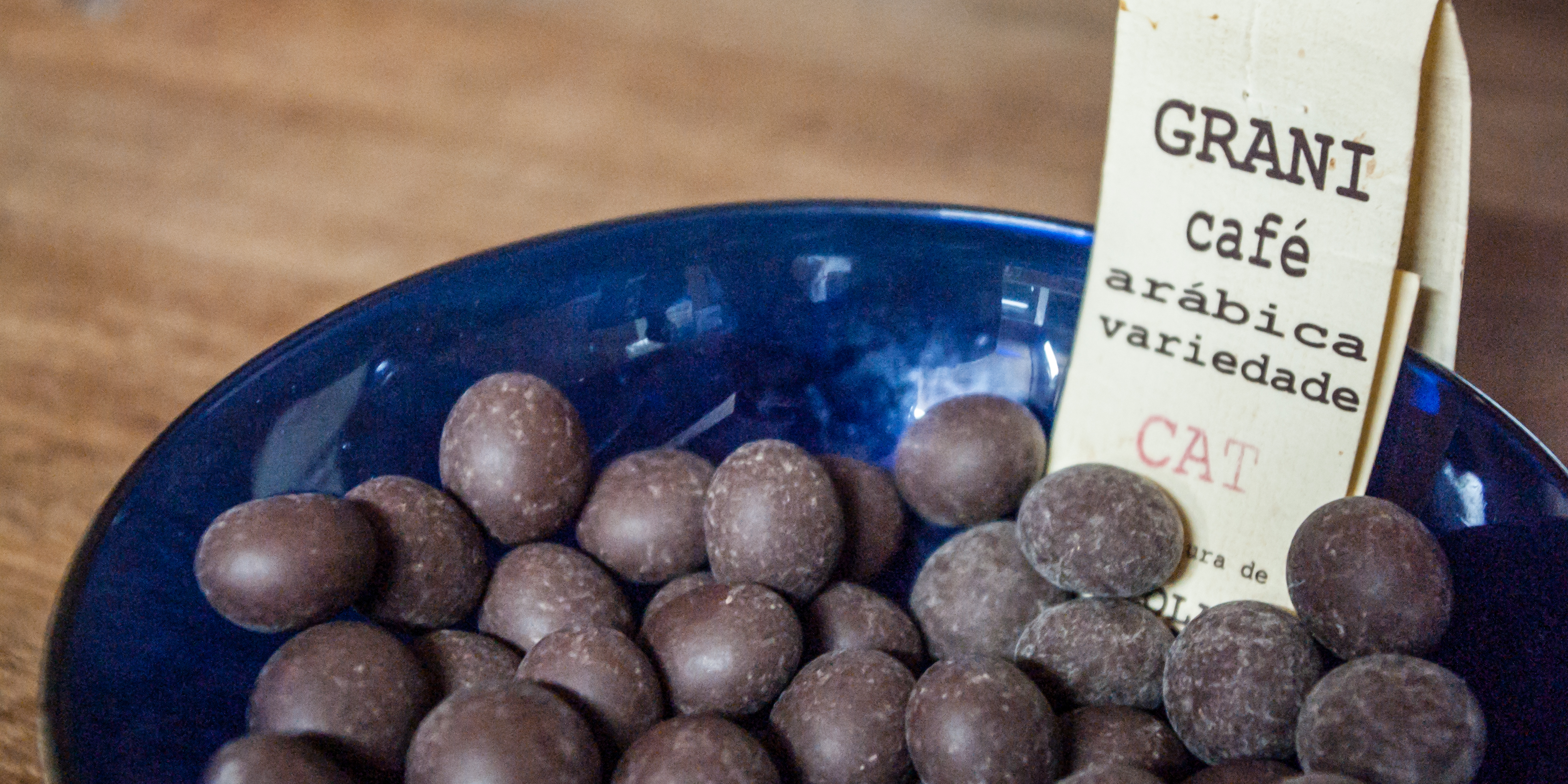
Café et chocolat haut de gamme (Nova Moca et Terreiro Velho).

### Tourisme
Sao Tome-et-Principe, qui dépend toujours à 90% de l'aide internationale, tente de conquérir son autonomie et mise notamment sur le secteur touristique. L'archipel ne peut, ni ne souhaite, attirer un tourisme de masse comme le font, par exemple, les Antilles ou les Seychelles. Grâce à ses atouts naturels et culturels, il privilégie l'écotourisme, tout à fait dans l’air du temps. Or les roças se prêtent bien à un tourisme qui se veut « intelligent, créatif, soutenable, pour des gens qui aiment visiter la population, la culture, l'histoire », pour citer le propos d'une figure emblématique de cette approche, João Carlos Silva, à la fois chef cuisinier, animateur de télévision, artiste et entrepreneur, qui a transformé en hôtel-restaurant et espace culturel la casa principal de la roça héritée de son père à São João dos Angolares.
Plusieurs investisseurs, parfois étrangers, sont aussi tentés par l'archipel, notamment par Principe, plus sauvage. Ainsi le milliardaire sud-africain Mark Shuttleworth s'est pris de passion pour l'île de Principe et milite pour un tourisme responsable. Il a notamment restauré la roça Sundy et sa maison de maître, jadis propriété de la famille royale portugaise, pour en faire un nouveau resort haut de gamme.
De même, à Belo Monte, d'importants travaux ont transformé la roça en un hôtel de classe internationale. Un musée d'histoire naturelle de Principe est en projet.
Alors qu'un rapport de 2019 de l'Organisation mondiale du tourisme met l'accent sur le tourisme pédestre comme agent de développement régional, trekking et randonnées se développent aussi à Sao Tomé-et-Principe et les voyagistes proposent volontiers des circuits intitulés « chemin des roças », « route des roças. », voire « les roças cachées ». Le long des sentiers de montagne, les roças constituent autant d'étapes et de points d'intérêt pour le randonneur. Les plus dynamiques proposent aussi le gîte et le couvert.
La plus connue est la roça Agostinho Neto (l'ancienne Roça do Ouro), fleuron de l'économie coloniale puis marxiste, représentée sur le billet de banque de 5 000 dobras. Des projets sont à l'étude pour développer son potentiel. Parmi les roças les plus souvent recommandées figurent aussi Água Izé, Ribeira Peixe, Monte Café, Bombaim, São João dos Angolares, Monte Forte.

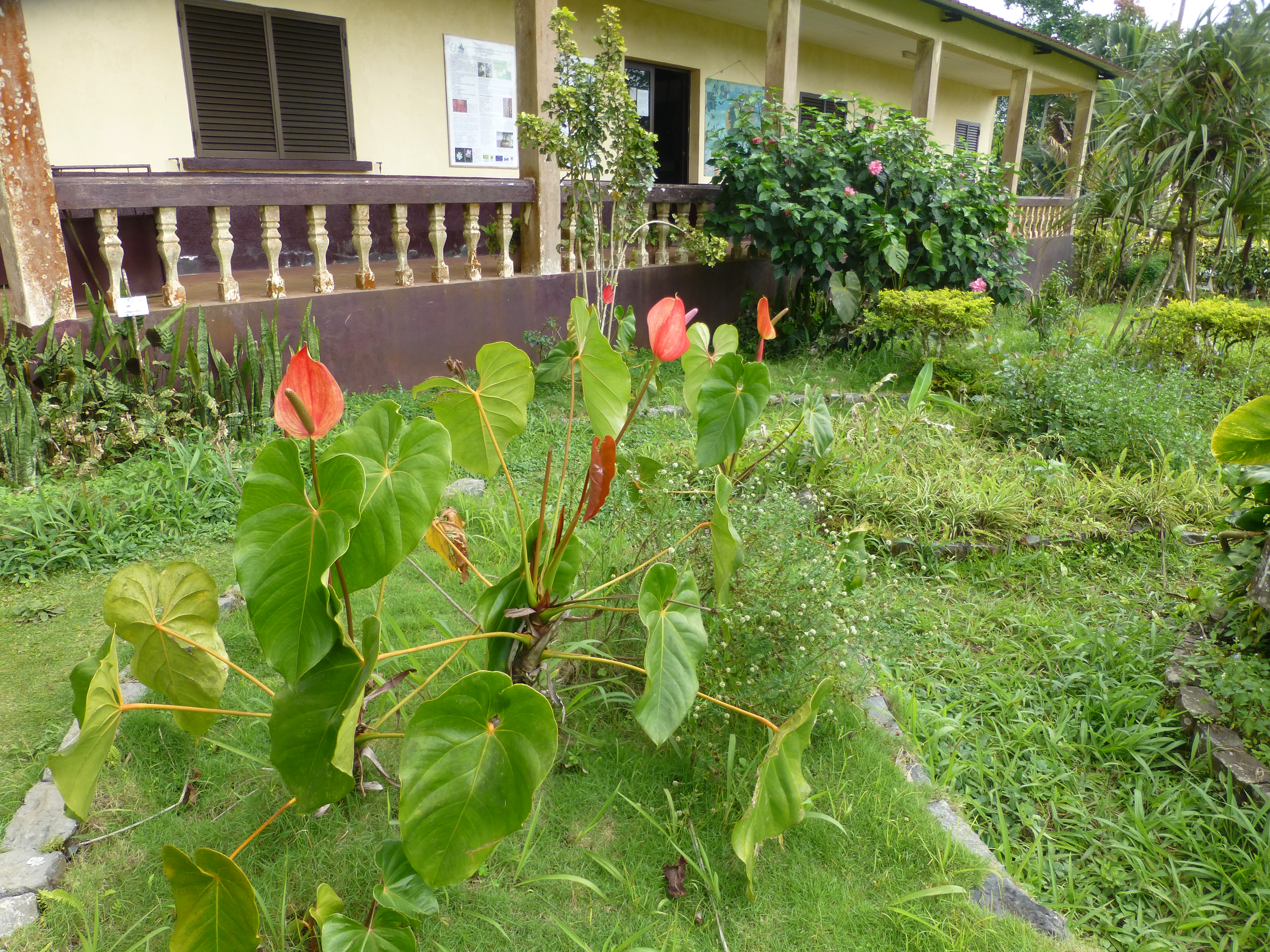
Jardin botanique de Bom Sucesso.
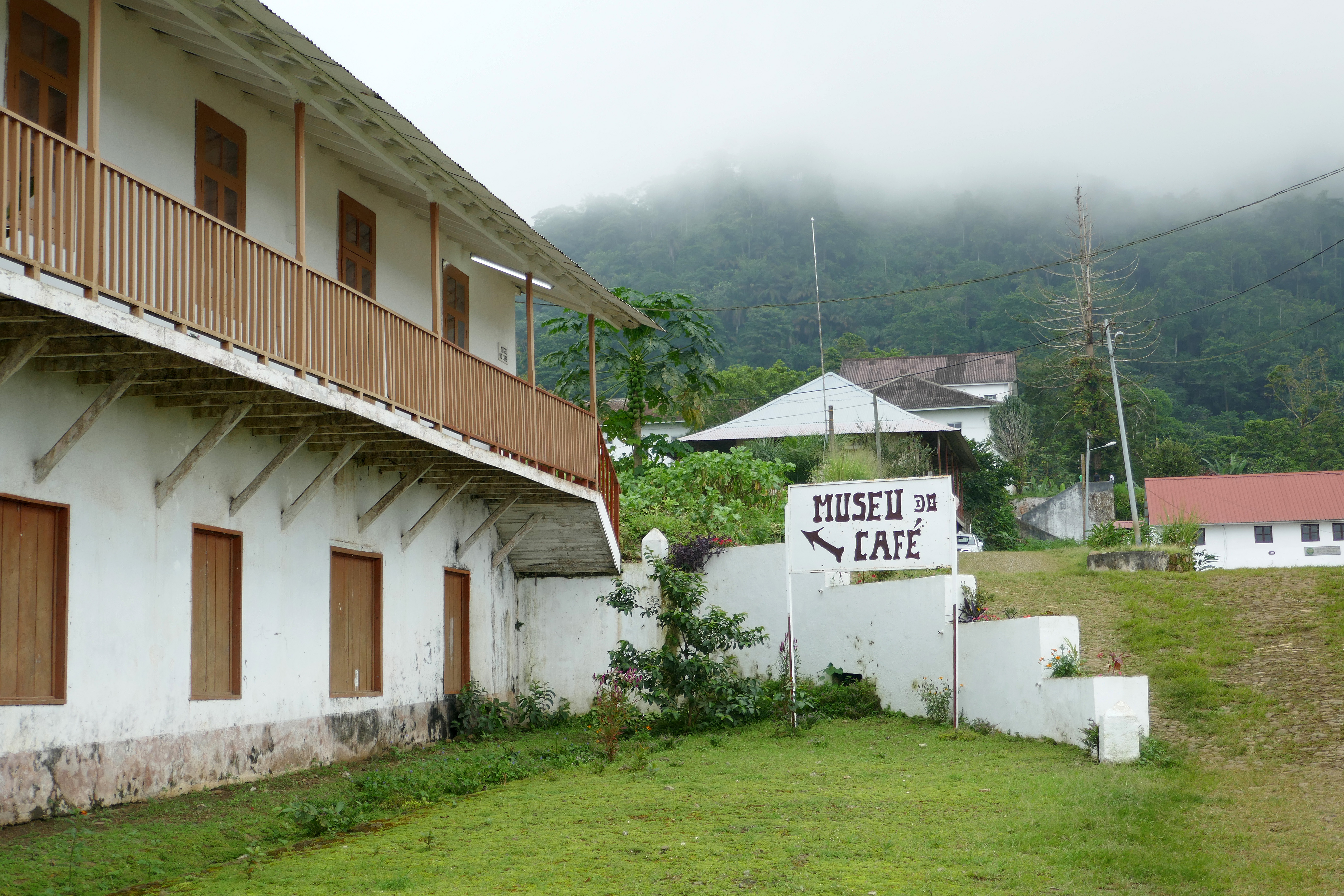
Musée du Café (Monte Café).
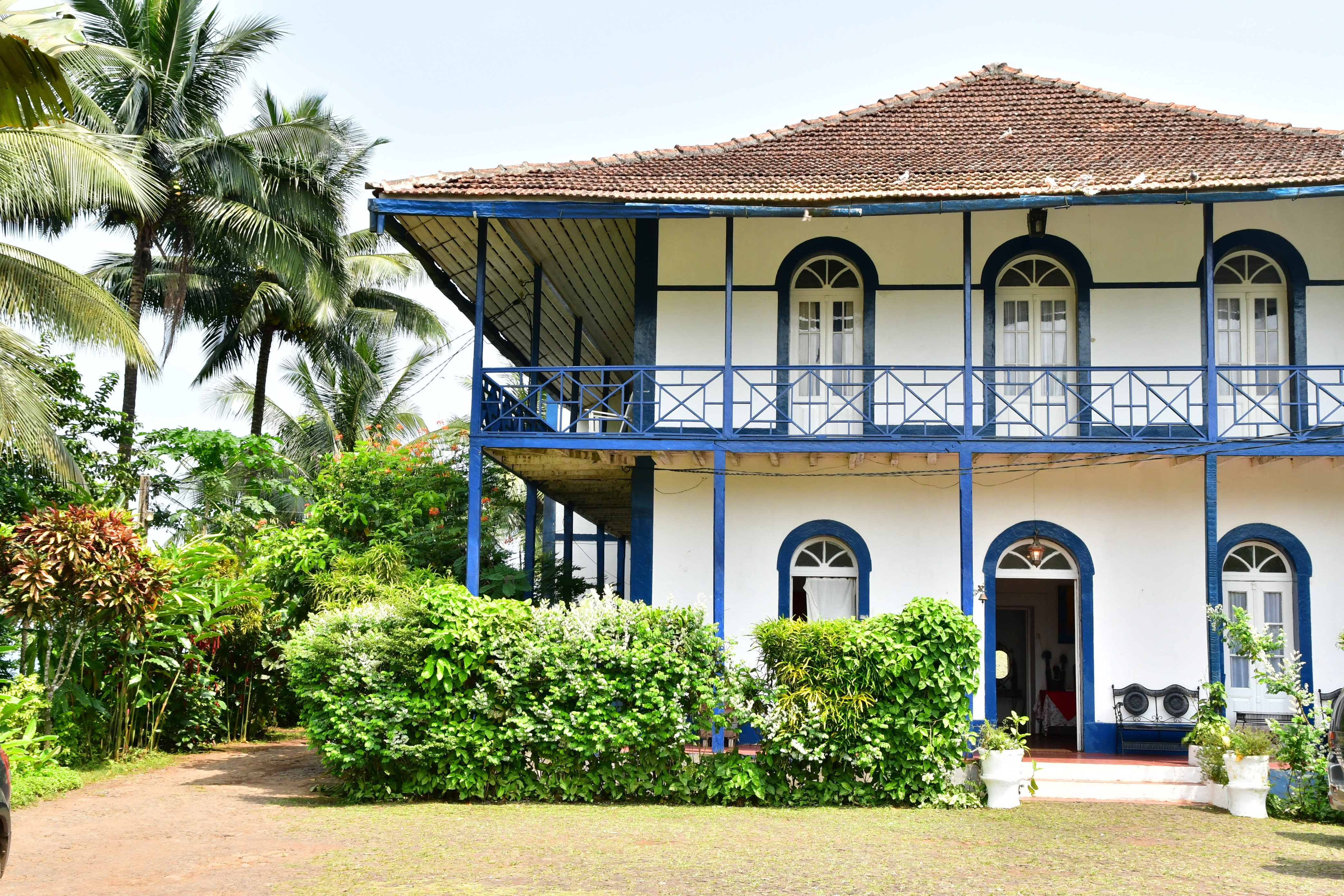
Gastronomie (São João dos Angolares).
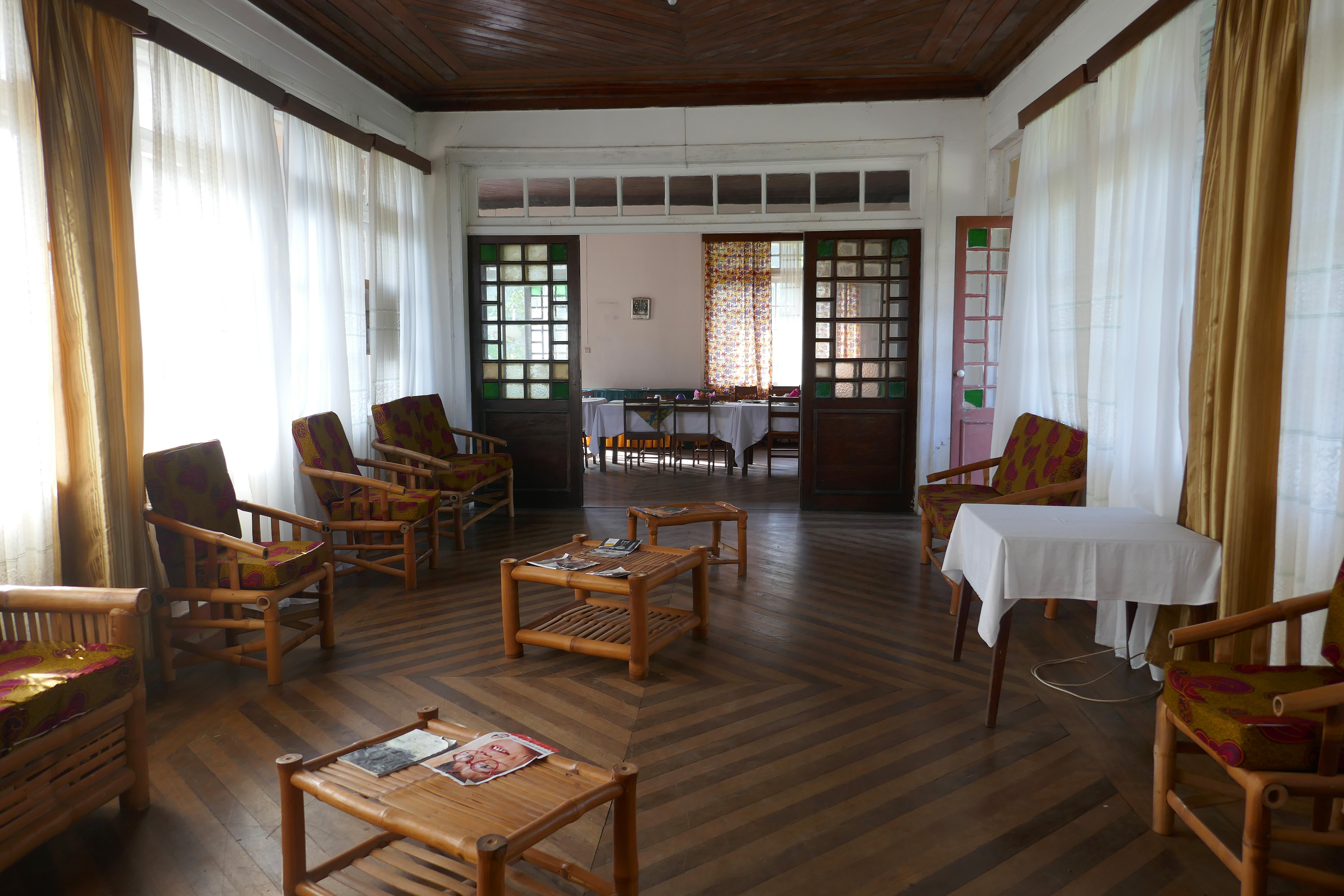
Écolodge (Bombaim).
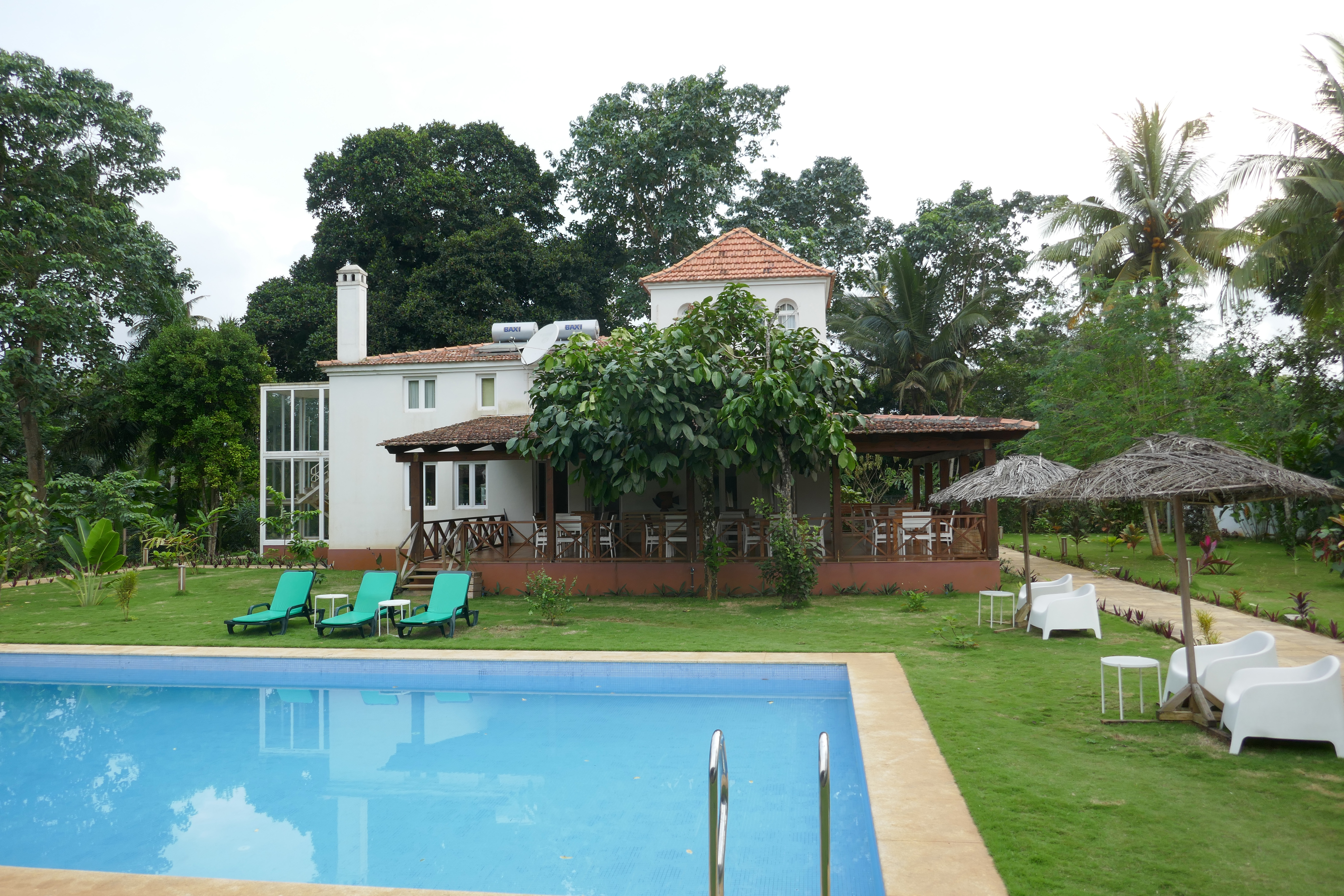
Écolodge (Santo António).

### Problématiques
Plusieurs auteurs plaident pour une régénération des roças qui doivent avant tout rester vivantes. Il ne s'agit pas de les transformer en musées, de les figer pour toujours dans un passé révolu ou de les privatiser pour une élite. Selon eux, la restauration du patrimoine bâti ne doit pas constituer une fin en soi, mais contribuer à un processus général de prise de conscience et de développement transversal.
La place du Portugal dans cette évolution reste source d'interrogations, car l'univers des roças échappe difficilement à l'emprise de son ancienne puissance coloniale. Comme en témoignent les bibliographies, l'histoire, la langue, les ressources académiques ou financières, tout contribue à ce que leur sort soit le plus souvent pensé à Lisbonne, Porto ou Coimbra, plutôt que dans le pays le plus petit et le moins peuplé de l'Afrique lusophone (PALOP). Que voudront faire les Santoméens de leur héritage ?

### Filmographie
- (pt) Em São Tomé o colonialismo não morreu com as roças, reportage, vidéo mise en ligne le 7 février 2016, 31 min 18
- (pt) Roças de Sao Tomé e Principe do passodo ao presente... que futuro?, film documentaire de Nilton Medeiros et Magdalena Bialoborska, septembre 2017, 52 min